# Serie A 2010-2011
La Serie A 2010-2011 è stata la 109ª edizione della massima serie del campionato italiano di calcio (la 79ª a girone unico), disputata tra il 28 agosto 2010 e il 22 maggio 2011 e conclusa con la vittoria del Milan, al suo diciottesimo titolo.
Capocannoniere del torneo è stato, per il secondo anno consecutivo, Antonio Di Natale (Udinese) con 28 reti.

## Stagione

### Novità
Come già annunciato nella primavera del 2009, dal 1º luglio 2010 la Lega Calcio si è scissa in Lega Serie A e Lega Serie B: a partire da questa stagione, la prima si sarebbe occupata anche dell'organizzazione della Coppa Italia, della Supercoppa italiana e del Campionato Primavera, mentre la seconda si sarebbe occupata solo del campionato cadetto. Il pallone ufficiale per il massimo campionato italiano è stato il Total 90 Tracer lc offerto dalla Nike utilizzato anche in tutte le competizioni curate dalla Lega di Serie A e in formato speciale, con il solo logo della Nike, anche nella Serie B.

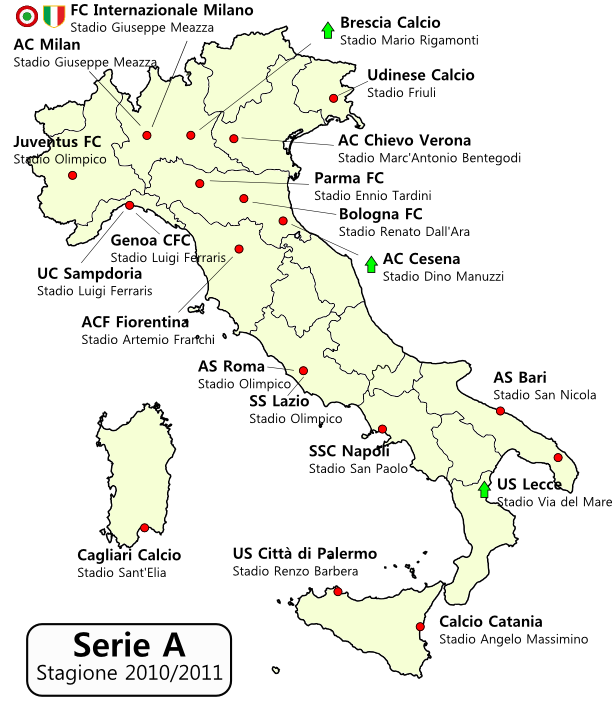
Distribuzione geografica delle squadre della Serie A 2010-2011

Questa è stata inoltre l'ultima annata che ha permesso all'Italia di qualificare quattro squadre alla Champions League: a stagione in corso, infatti, la Germania salì al terzo posto del ranking UEFA scalzando l'Italia. Il campionato italiano avrebbe recuperato quattro posti per la massima competizione europea per club soltanto con la stagione 2017-2018.
La squadra detentrice del campionato era l'Inter, che ha raggiunto quota diciotto campionati vinti di cui cinque consecutivi: una sequenza che non si verificava dai tempi del Grande Torino. Le tre squadre che presero il posto di Atalanta, Siena e Livorno, retrocesse in Serie B, furono il Lecce, dopo appena un anno di cadetteria, il Cesena, ritornato in Serie A dopo 19 anni, ed il Brescia, che mancava dal massimo torneo da cinque anni.

### Formula
Dodici furono le regioni rappresentate in questo torneo. Le regioni maggiormente rappresentate furono Emilia-Romagna e Lombardia con 3 squadre. Liguria, Lazio, Puglia e Sicilia avevano 2 squadre a testa mentre Friuli-Venezia Giulia, Veneto, Campania, Sardegna, Toscana e Piemonte sono state rappresentate da una sola squadra ciascuna.
Ancora un record di squadre (sei) per il Mezzogiorno: a Cagliari, Catania, Bari, Napoli e Palermo si aggiunse il neopromosso Lecce.
Anche in questa stagione, per la quinta volta consecutiva, a parità di punteggio la graduatoria finale veniva determinata in base alla classifica avulsa.
I quattro turni infrasettimanali di questa stagione furono disputati il 22 settembre 2010, il 10 novembre 2010, il 6 gennaio 2011 (pomeridiano) e il 2 febbraio 2011. Le soste per le qualificazioni a Euro 2012 ebbero luogo il 5 settembre, il 10 ottobre e il 27 marzo, mentre il 26 dicembre e il 2 gennaio il torneo si fermò per le festività natalizie. In più il turno del 24 aprile 2011 si giocò il giorno precedente per le feste di Pasqua.
Immutato l'accesso all'Europa: per la UEFA Champions League, le prime tre classificate venivano ammesse direttamente alla fase a gironi, mentre alla quarta spettava la disputa dei preliminari. Il pass per l'Europa League era garantito per le squadre al 5º e 6º posto, mentre il posto della terza squadra veniva assegnato alla vincitrice della Coppa Italia; qualora quest'ultima fosse già ammessa alla Champions League, il posto veniva occupato dall'altra finalista, ma se la vincitrice di Coppa Italia otteneva l'accesso in Europa League per via del piazzamento conseguito in campionato, oppure entrambe le finaliste accedevano alla Champions League, si qualificava la squadra giunta al 7º posto in Serie A.

### Calendario
Questa stagione ha visto messe in atto in maniera definitiva le sperimentazioni di orari viste nella precedente, con un anticipo la domenica alle 12:30 e, occasionalmente, un anticipo al venerdì o un posticipo al lunedì (con apposita cancellazione dell'anticipo del sabato alle 18:00 ed eventualmente anche dell'anticipo dell'ora di pranzo domenicale, se l'anticipo del venerdì e il posticipo del lunedì accadessero nella stessa giornata) per le squadre impegnate nelle coppe europee. La soluzione del venerdì e/o del lunedì è stata utilizzata comunque non più di sette volte. Gli anticipi del sabato e il posticipo della domenica sera sono rimasti fissi ed è stata comunque salvaguardata la contemporaneità di sei partite alla domenica pomeriggio.
Per questa stagione, la Lega Serie A delibera una modifica del formato orario.
- Sabato:
  - 1 partita: ore 18:00
  - 1 partita: ore 20:45
- Domenica:
  - 1 partita: ore 12:30
  - 6 partite: ore 15:00
  - 1 partita: ore 20:45

La principale innovazione è stata caratterizzata dal lunch match, alle 12:30 della domenica. A seconda degli impegni delle squadre nelle coppe europee, in alcune giornate sono possibili anticipi al venerdì e posticipi al lunedì (in orario serale). In presenza di uno di questi, viene rimosso il primo anticipo del sabato; qualora entrambi fossero in programma, viene annullato anche il "lunch match". I turni infrasettimanali sono programmati per le 20:45 del mercoledì, con la possibilità di un posticipo il giovedì (nel medesimo orario).
Il formato della gara all'ora di pranzo viene inaugurato alla 2ª giornata , con Brescia-Palermo (che il 28 marzo 1943, in B, si affrontarono alle 10). Nella storia del massimo campionato, si è giocato anche in altri orari insoliti: alle 10 (Roma-Verona del 13 ottobre 1957), alle 12:15 (Roma-Atalanta del 31 dicembre 1955) e alle 13 (Parma-Juventus del 9 gennaio 2000 e Atalanta-Fiorentina del 5 aprile 2009).

### Calciomercato

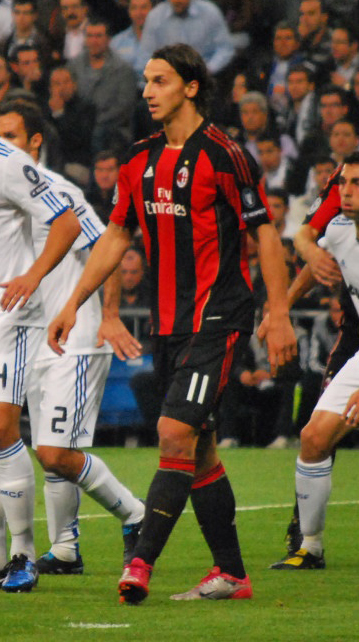
L'ex interista Zlatan Ibrahimović ritorna a Milano dopo un anno a Barcellona, passando a vestire la maglia dei concittadini del.

Per la prima volta nella storia del massimo campionato, nessuno degli allenatori dei club partecipanti aveva mai vinto uno scudetto. A Rafael Benítez, proveniente dal Liverpool, spettava il compito di sostituire José Mourinho sulla panchina di un'Inter reduce da uno storico treble. L'unica operazione di mercato fu la cessione di Balotelli al Manchester City dell'ex Roberto Mancini, confermando poi la rosa della stagione precedente; nel mercato invernale l'organico sarà rinforzato con Ranocchia e Pazzini. Il Milan si affidò all'emergente Massimiliano Allegri, reduce da un biennio in cui aveva ottimamente guidato il Cagliari, e a un attacco guidato dall'ex interista Ibrahimović, completato poi da Robinho e Boateng; nella sessione di riparazione i rossoneri venderanno Ronaldinho e si rinforzeranno con gli acquisti di Van Bommel e Cassano.
La Juventus rivoluzionò il suo assetto tecnico e manageriale: il nuovo presidente Andrea Agnelli, figlio di Umberto, ingaggiò dalla Sampdoria Luigi Delneri come allenatore e Giuseppe Marotta quale direttore generale. Undici i nuovi acquisti bianconeri, tra cui l'ala serba Krasić, il difensore e futuro capitano Bonucci e l'attaccante Quagliarella; nella sessione invernale ci sarà poi l'avvicendamento in difesa tra Legrottaglie e Barzagli.
Perso Cesare Prandelli, designato erede di Marcello Lippi alla guida della Nazionale, la Fiorentina ripartì da Siniša Mihajlović che lasciò Catania, sulla cui panchina giunse Marco Giampaolo. La Sampdoria sostituì Delneri con Domenico Di Carlo che lasciò a Stefano Pioli la panchina del Chievo. Scambio di panchine tra Parma e Udinese: Francesco Guidolin divenne il nuovo allenatore dei friulani, mentre in Emilia andò Pasquale Marino. A stagione già iniziata, il Bologna sostituì Franco Colomba con Alberto Malesani, che prese in mano la squadra dopo la 1ª giornata.
Udinese, Lazio, Palermo e Napoli mantennero sostanzialmente la stessa rosa della stagione precedente perfezionandola con qualche acquisto mirato: nella capitale arrivò il brasiliano Hernanes, i rosanero confermarono Pastore e puntarono su due sloveni inizialmente poco noti come Iličič e Bačinovič, cedendo Cavani ai partenopei, che dal canto loro acquistarono Sosa dal Bayern Monaco, Yebda dal Benfica e Cribari dalla Lazio. Delle neopromosse, soltanto il Cesena cambiò allenatore: a sostituire Pierpaolo Bisoli, andato al Cagliari, venne chiamato Massimo Ficcadenti reduce da una sofferta salvezza ottenuta alla guida del Piacenza in B. Bari, Brescia, Genoa, Lazio, Lecce, Napoli, Palermo e Roma confermarono i rispettivi allenatori.
Complessivamente, anche a livello internazionale, il calciomercato estivo subì una brusca frenata. I "colpi di mercato" furono infatti esigui, e senza spese spropositate, a causa sia degli strascichi della crisi economica, sia soprattutto del Fair Play Finanziario UEFA, la norma che avrebbe obbligato, di lì a due anni, le squadre europee ad avere un bilancio finanziario positivo (e da non poter ripianare dagli azionisti o dal presidente), pena l'esclusione dalle competizioni UEFA per la stagione seguente.

### Avvenimenti

#### Girone di andata

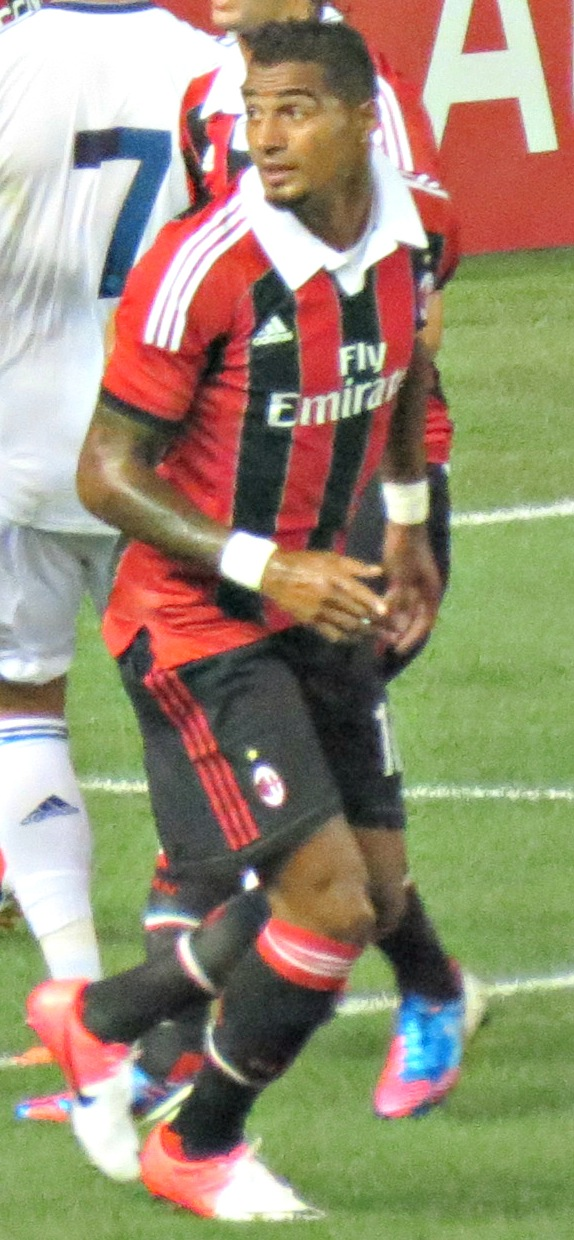
Kevin-Prince Boateng, tra i maggiori protagonisti dello scudetto rossonero.

L'avvio di stagione fu contraddistinto da un inatteso equilibrio: dopo cinque turni nessuna delle venti squadre era più imbattuta, evento che non si verificava dalla stagione 1971-1972. La partenza incerta delle big provocò il sorprendente emergere di alcune provinciali: alla 2ª giornata capolista solitaria fu il Chievo di Pioli, che grazie ai successi contro Catania e Genoa, torna a guidare la classifica dopo 9 anni; la settimana successiva salì invece al comando il neopromosso Cesena, che nei turni precedenti aveva già battuto sul suo terreno un Milan ancora in rodaggio a livello tattico. Appaiata ai romagnoli, l'Inter si ritrovò poi da sola il turno seguente con un punto di vantaggio sul Chievo e sul Brescia, altra sorpresa di inizio stagione. I meneghini vennero però sconfitti da una Roma fin lì deludente, il che consentì dapprima l'aggancio poi, complice lo 0-0 casalingo degli uomini di Benítez nel derby d'Italia, il sorpasso della Lazio. I capitolini, poco accreditati alla vigilia, ma ottimamente guidati da Reja, tennero il comando in solitaria per il successivo mese e mezzo, toccando il massimo vantaggio di +4 su un'Inter gravata sia dall'inesorabile declino dei migliori elementi del triplete, sia dalla scarsa sintonia tra lo spogliatoio e Benítez, quest'ultimo peraltro non pienamente soddisfatto delle scelte di mercato della società.
Nella prima metà di novembre, però, le battute d'arresto nella stracittadina e contro il Cesena fecero perdere il primato alla Lazio a vantaggio di un Milan che, superati i tentennamenti iniziali, trovò un suo equilibrio nel momento in cui Allegri preferì rinunciare alla fantasia e affidarsi alla sostanza di un centrocampo solido ed esperto. Il Diavolo prese il comando all'undicesima giornata e per circa un mese riuscì a ribattere colpo su colpo ai tentativi di riaggancio dei laziali. Frattanto, alle loro spalle facevano capolino Juventus e Napoli: i bianconeri, dopo un inizio difficile, sembravano aver preso il giusto ritmo trascinati dai gol di Quagliarella e dalle positive prestazioni di Krasić; gli azzurri, anche loro partiti in sordina, mancavano di continuità nei risultati, ma con il passare del tempo trovarono linfa nella vena realizzativa di Cavani e in un'eccellente forma fisica mercé la quale riuscirono a ottenere vittorie pesanti, talvolta in pieno recupero. Restavano invece attardate la Roma, che tra settembre e ottobre aveva persino lambito la zona retrocessione prima di risalire la china, e un'Inter in piena crisi.
Il Milan tentò una prima fuga alla 16ª giornata: batté a domicilio il Bologna e, approfittando della sconfitta patita dalla Lazio sul campo della Juventus, si portò a +6 dal terzetto formato dai biancocelesti, dai bianconeri e dal Napoli corsaro a Genova. Appena la settimana successiva, tuttavia, i meneghini subirono il blitz della Roma a San Siro e videro riavvicinarsi a –3 capitolini e partenopei, mentre la Juventus venne bloccata dal Chievo al Bentegodi rimanendo a cinque lunghezze di distanza. Nel frattempo l'Inter si era vista rinviare le sfide con Cesena e Fiorentina essendo impegnata, da vincitrice della Champions League, nel mondiale per club ad Abu Dhabi: il successo iridato però non servì a rasserenare i rapporti tra Benítez e il presidente Massimo Moratti;: cinque giorni dopo, la società milanese annunciò la risoluzione del rapporto con il tecnico spagnolo, al posto del quale ingaggiò a sorpresa l'ex milanista Leonardo.

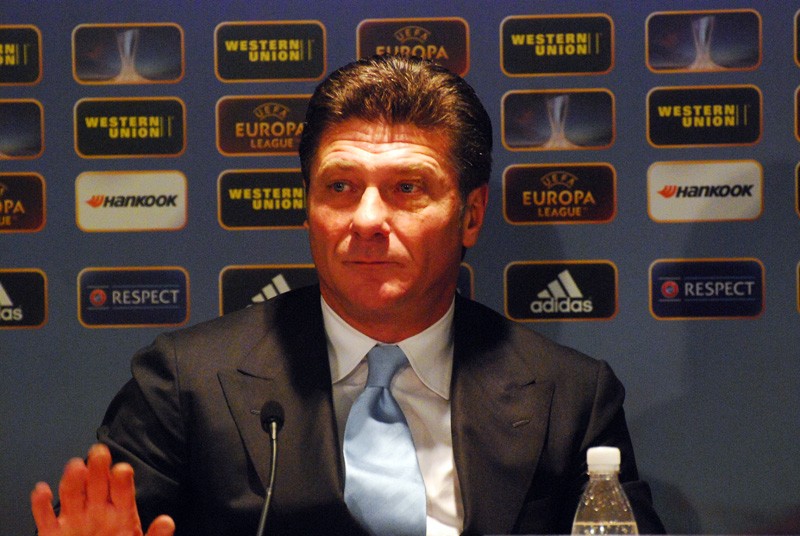
Walter Mazzarri, allenatore di un tornato dopo anni a lottare per il vertice del campionato e alla fine terzo classificato.

Il nuovo mister nerazzurro debuttò il 6 gennaio 2011, contro il Napoli, battendolo per 3-1; la sconfitta degli uomini di Mazzarri, e il contemporaneo pareggio della Lazio col Genoa a Marassi, consentirono al Milan di fregiarsi del platonico titolo di campione d'inverno in virtù del successo ottenuto in extremis a Cagliari. Nell'ultimo turno del girone rossoneri furono però costretti a un rocambolesco 4-4 interno con un'Udinese che, dopo una partenza shock con zero punti nella prime quattro partite, aveva prepotentemente risalito la classifica grazie a un gioco piacevole basato sia sulla qualità dei singoli sia sulla coralità del gruppo.
Al giro di boa del campionato, gli uomini di Allegri guidavano la classifica con 40 punti, eguagliando il record minimo per i campionati a venti squadre risalente al Torino del 1948-1949. La seconda piazza era occupata dal Napoli, mentre completavano la zona Champions le due romane, con la Lazio davanti alla Roma. Il quinto posto vedeva a pari merito da Palermo e Juventus, le quali distanziano l'Inter (con due partite da recuperare) di due punti. In zona retrocessione stazionavano Lecce, Brescia e Bari. Prima dell'inizio del girone di ritorno il Bologna, che nel frattempo ha cambiato proprietà passando da Sergio Porcedda a Massimo Zanetti, subisce un'ulteriore penalizzazione in classifica, perdendo altri due punti (per un totale di tre) per responsabilità diretta visti i mancati pagamenti di stipendi e contributi nel primo trimestre della stagione.

#### Girone di ritorno
Il 20 febbraio 2011, alla 26ª giornata, il Genoa rimonta completamente uno svantaggio di 0-3 contro la Roma. È stata la seconda volta in Serie A che accade un avvenimento simile, dopo Bari-Perugia del 29 aprile 2001. Ciò ha provocato le dimissioni dell'allenatore Claudio Ranieri, sostituito da Vincenzo Montella, che a 36 anni diventa il più giovane allenatore della massima serie. Nella giornata successiva si assiste ad un altro anomalo risultato: l'Udinese vince per 7-0 in casa del Palermo, ed anche stavolta è l'allenatore a farne le spese, infatti Delio Rossi viene esonerato e sostituito da Serse Cosmi. Sempre in questa giornata si affrontano Milan e Napoli, rispettivamente le prime due della classifica divise da tre punti (55 contro 52): la gara finisce 3-0 per i rossoneri, che così allungano il distacco dalla seconda classificata che diventa l'Inter, dietro di cinque punti.

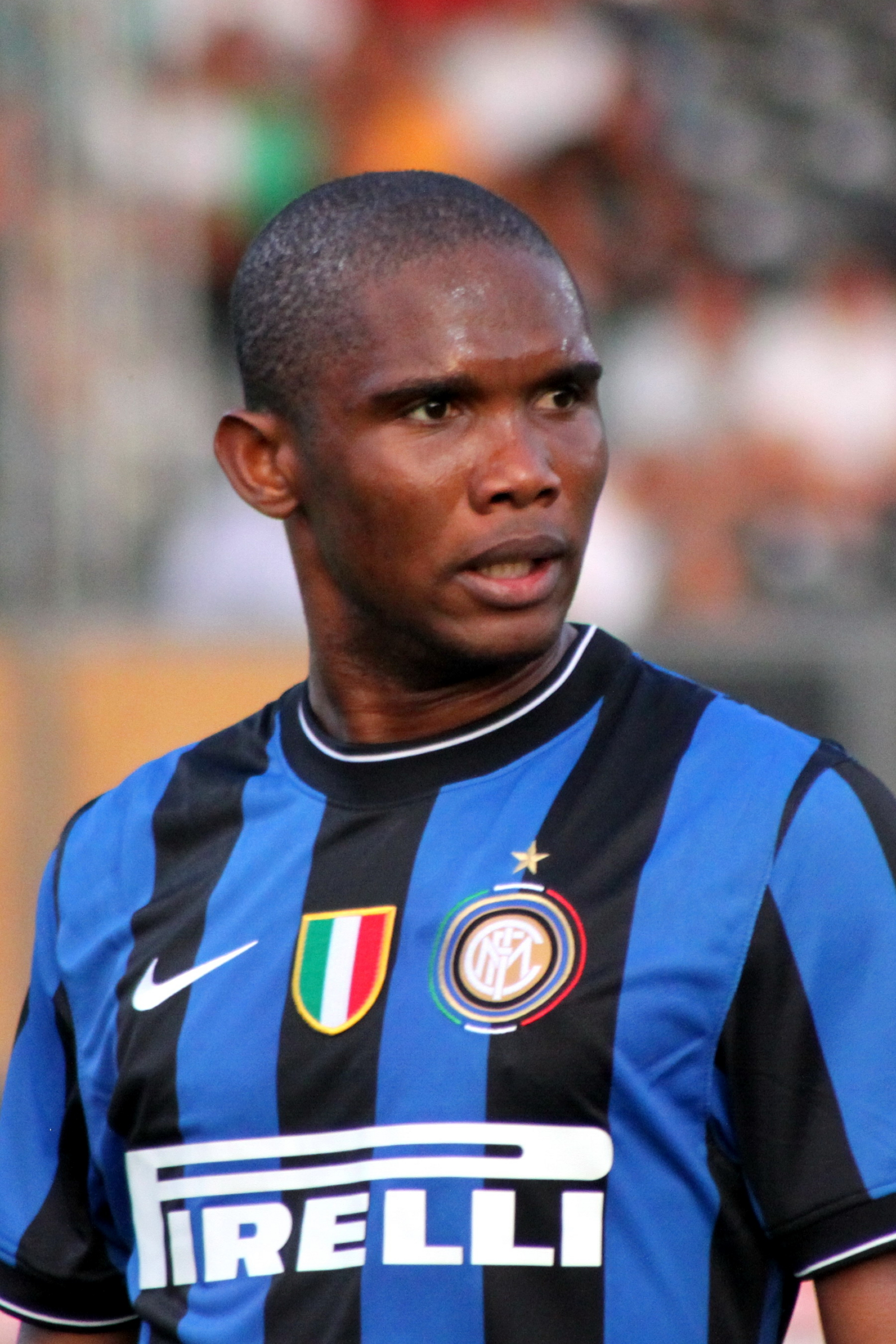
Samuel Eto'o, alla seconda stagione all', mette a segno 21 reti ma i suoi gol non bastano ai nerazzurri per riconfermarsi campioni.

Alla 29ª giornata sia il Milan (nel testa-coda col Bari) che l'Inter (contro il Brescia) pareggiano le rispettive partite lasciando inalterato il distacco; ad approfittarne è il Napoli, che battendo in trasferta il Parma per 3-1 si porta a -1 dai nerazzurri. Nel frattempo l'Udinese, rivelazione del campionato, si issa al quarto posto, l'ultimo utile per la Champions League, superando la Lazio che viene battuta per 2-0 dalla Roma nel derby capitolino.
Nell'anticipo serale della 30ª giornata il Milan perde per 1-0 in casa del Palermo, reduce da cinque sconfitte consecutive. Inter e Napoli in tal modo accorciano sui rossoneri: in particolare, i nerazzurri si sono portati a -2 dai concittadini in attesa del derby, conclusosi 3-0 per i rossoneri nella giornata successiva all'ultima sosta per le Nazionali. Ne approfitta il Napoli, che battendo la Lazio per 4-3 si porta al secondo posto, a -3 dal Milan e a +2 dall'Inter; resta indietro l'Udinese, che perde in casa del Lecce per 2-0 interrompendo così la striscia di tredici risultati utili.
Dopo che nella 32ª giornata le distanze sono rimaste invariate, alla 33ª giornata il Milan batte per 3-0 la Sampdoria facendola entrare in zona retrocessione (terzultimo posto) a seguito di un periodo negativo in cui la società genovese perde molte partite; al vertice cadono anche Napoli (2-1 casalingo contro l'Udinese) ed Inter (2-0 contro il Parma), e così facendo i rossoneri si portano a +6 dalla seconda classificata a cinque giornate dal termine. Dopo la 34ª il Milan si ritrova a +8 dalla seconda classificata, che diventa l'Inter poiché il Napoli perde per 2-1 contro il Palermo; per il Bari, invece, arriva la retrocessione aritmetica.

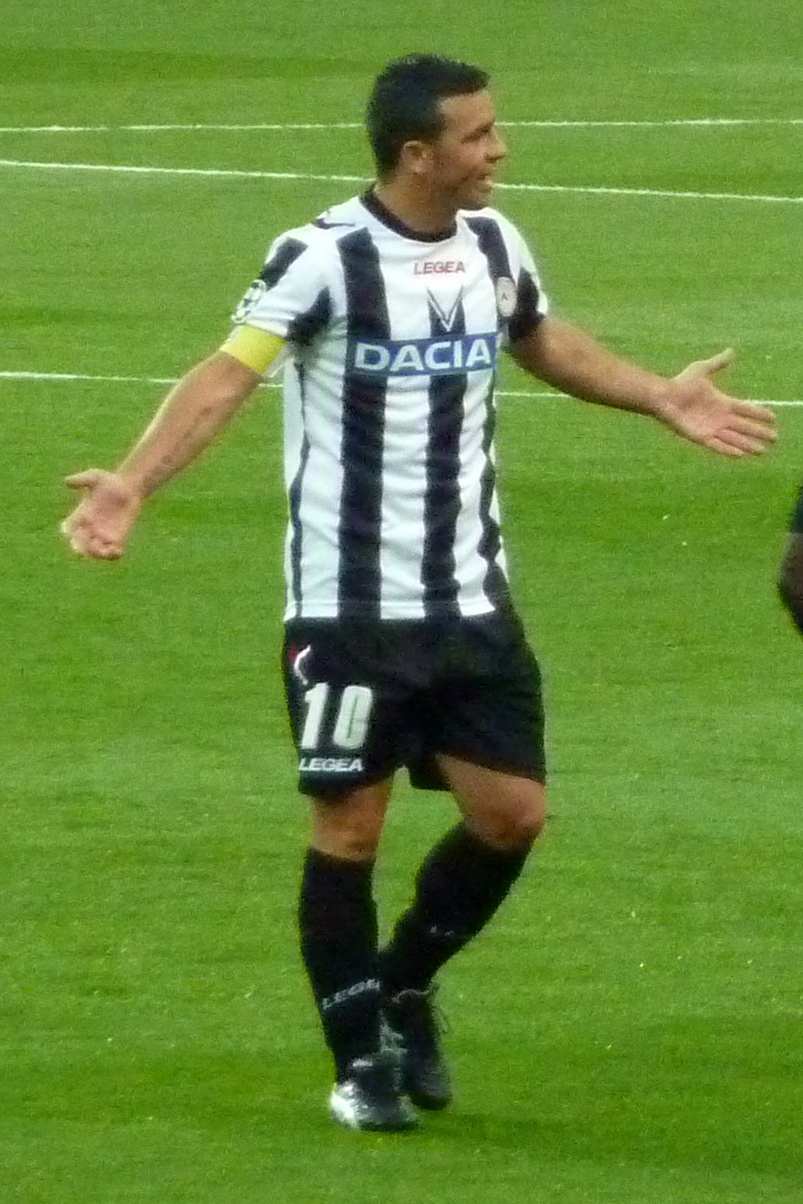
Antonio Di Natale, punta dell', con 28 reti bissa il titolo di miglior marcatore già fatto suo nella stagione precedente.

La 35ª giornata non offre altri verdetti; alla 36ª invece, il Milan, giocando in anticipo, pareggia per 0-0 con la Roma e centra così l'aritmetica vittoria del campionato con due turni d'anticipo. Per i rossoneri si è trattato del 18º scudetto, sette anni dopo quello precedente. Il Milan raggiunge l'Inter come computo totale di scudetti vinti. Per il Brescia, che perde in casa contro il Catania (1-2), arriva la matematica retrocessione in Serie B.
Alla 37ª giornata si determina l'ultima squadra retrocessa: si tratta della Sampdoria, che dopo un girone di ritorno con pochi punti e con Alberto Cavasin che sostituisce Di Carlo sulla panchina, si è ritrovata sola al terzultimo posto dopo la sconfitta nel derby con il Genoa e quindi matematicamente retrocessa con una giornata d'anticipo a causa della sconfitta con il Palermo (1-2) e la contemporanea vittoria del Lecce contro il Bari (2-0), lasciando la massima serie dopo otto stagioni. Nella stessa giornata si delinea meglio il quadro per i piazzamenti europei: il Napoli, con il pareggio (1-1) contro l'Inter, è matematicamente terzo, mentre Roma e Juventus non possono più raggiungere l'Udinese al quarto posto. Il Palermo invece, in virtù della conquista della finale di Coppa Italia ottenuta il martedì precedente a questo turno, è certo del posto in Europa League visto che l'altra finalista è l'Inter. Il campionato si chiude con il piazzamento dell'Udinese al quarto posto, dopo il pareggio per 0-0 con il Milan; inutile pertanto la vittoria della Lazio (4-2 a Lecce), che conclude con gli stessi punti dei bianconeri ma si trova in svantaggio nella differenza reti. La Juventus, nonostante sia giunta settima, resta fuori dalle coppe europee; si qualifica in UEFA Europa League il Palermo in quanto finalista della Coppa Italia 2010-2011.

## Squadre partecipanti
| Club       | Stagione | Città    | Stadio                       | Stagione precedente                           |
| ---------- | -------- | -------- | ---------------------------- | --------------------------------------------- |
| Bari       | dettagli | Bari     | Stadio San Nicola            | 10º posto in Serie A                          |
| Bologna    | dettagli | Bologna  | Stadio Renato Dall'Ara       | 17º posto in Serie A                          |
| Brescia    | dettagli | Brescia  | Stadio Mario Rigamonti       | 3º posto in Serie B, promosso dopo i play-off |
| Cagliari   | dettagli | Cagliari | Stadio Sant'Elia             | 16º posto in Serie A                          |
| Catania    | dettagli | Catania  | Stadio Angelo Massimino      | 13º posto in Serie A                          |
| Cesena     | dettagli | Cesena   | Stadio Dino Manuzzi          | 2º posto in Serie B, promosso                 |
| Chievo     | dettagli | Verona   | Stadio Marcantonio Bentegodi | 14º posto in Serie A                          |
| Fiorentina | dettagli | Firenze  | Stadio Artemio Franchi       | 11º posto in Serie A                          |
| Genoa      | dettagli | Genova   | Stadio Luigi Ferraris        | 9º posto in Serie A                           |
| Inter      | dettagli | Milano   | Stadio Giuseppe Meazza       | 1º posto in Serie A                           |
| Juventus   | dettagli | Torino   | Stadio Olimpico di Torino    | 7º posto in Serie A                           |
| Lazio      | dettagli | Roma     | Stadio Olimpico di Roma      | 12º posto in Serie A                          |
| Lecce      | dettagli | Lecce    | Stadio Via del Mare          | 1º posto in Serie B, promosso                 |
| Milan      | dettagli | Milano   | Stadio Giuseppe Meazza       | 3º posto in Serie A                           |
| Napoli     | dettagli | Napoli   | Stadio San Paolo             | 6º posto in Serie A                           |
| Palermo    | dettagli | Palermo  | Stadio Renzo Barbera         | 5º posto in Serie A                           |
| Parma      | dettagli | Parma    | Stadio Ennio Tardini         | 8º posto in Serie A                           |
| Roma       | dettagli | Roma     | Stadio Olimpico di Roma      | 2º posto in Serie A                           |
| Sampdoria  | dettagli | Genova   | Stadio Luigi Ferraris        | 4º posto in Serie A                           |
| Udinese    | dettagli | Udine    | Stadio Friuli                | 15º posto in Serie A                          |

## Allenatori e primatisti
| Squadra    | Allenatore                                                                   | Calciatore più presente (tra parentesi il numero delle presenze) | Cannoniere (tra parentesi il numero delle reti) |
| ---------- | ---------------------------------------------------------------------------- | ---------------------------------------------------------------- | ----------------------------------------------- |
| Bari       | Gian Piero Ventura (1ª-24ª) Bortolo Mutti (25ª-38ª)                          | Jean François Gillet, Andrea Masiello (36)                       | Paulo Vitor Barreto (4)                         |
| Bologna    | Paolo Magnani (1ª) Alberto Malesani (2ª-38ª)                                 | Marco Di Vaio, Emiliano Viviano (38)                             | Marco Di Vaio (19)                              |
| Brescia    | Giuseppe Iachini (1ª-15ª) Mario Beretta (16ª-22ª) Giuseppe Iachini (23ª-38ª) | Éder (35)                                                        | Andrea Caracciolo (12)                          |
| Cagliari   | Pierpaolo Bisoli (1ª-12ª) Roberto Donadoni (13ª-38ª)                         | Michael Agazzi (38)                                              | Alessandro Matri (11)                           |
| Catania    | Marco Giampaolo (1ª-20ª) Diego Simeone (21ª-38ª)                             | Mariano Andújar (37)                                             | Maxi López (8)                                  |
| Cesena     | Massimo Ficcadenti                                                           | Francesco Antonioli, Marco Parolo (37)                           | Luis Antonio Jiménez (9)                        |
| Chievo     | Stefano Pioli                                                                | Stefano Sorrentino (37)                                          | Sergio Pellissier (11)                          |
| Fiorentina | Siniša Mihajlović                                                            | Alessandro Gamberini, Alberto Gilardino (35)                     | Alberto Gilardino (12)                          |
| Genoa      | Gian Piero Gasperini (1ª-10ª) Davide Ballardini (11ª-38ª)                    | Eduardo (37)                                                     | Antonio Floro Flores (10)                       |
| Inter      | Rafael Benítez (1ª-15ª) Leonardo (16ª-38ª)                                   | Samuel Eto'o, Javier Zanetti (35)                                | Samuel Eto'o (21)                               |
| Juventus   | Luigi Delneri                                                                | Leonardo Bonucci (34)                                            | Alessandro Matri, Fabio Quagliarella (9)        |
| Lazio      | Edoardo Reja                                                                 | Hernanes, Fernando Muslera (36)                                  | Hernanes (11)                                   |
| Lecce      | Luigi De Canio                                                               | Antonio Rosati (38)                                              | David Di Michele (8)                            |
| Milan      | Massimiliano Allegri                                                         | Christian Abbiati (35)                                           | Zlatan Ibrahimović, Pato, Robinho (14)          |
| Napoli     | Walter Mazzarri                                                              | Morgan De Sanctis (38)                                           | Edinson Cavani (26)                             |
| Palermo    | Delio Rossi (1ª-27ª) Serse Cosmi (28ª-31ª) Delio Rossi (32ª-38ª)             | Antonio Nocerino (38)                                            | Javier Pastore (11)                             |
| Parma      | Pasquale Marino (1ª-31ª) Franco Colomba (32ª-38ª)                            | Antonio Mirante (36)                                             | Hernán Crespo (9)                               |
| Roma       | Claudio Ranieri (1ª-26ª) Vincenzo Montella (27ª-38ª)                         | Marco Borriello (34)                                             | Francesco Totti (15)                            |
| Sampdoria  | Domenico Di Carlo (1ª-28ª) Alberto Cavasin (29ª-38ª)                         | Stefano Guberti (36)                                             | Giampaolo Pazzini, Nicola Pozzi (6)             |
| Udinese    | Francesco Guidolin                                                           | Kwadwo Asamoah (38)                                              | Antonio Di Natale (28)                          |

## Classifica finale
|         | Pos. | Squadra      | Pt | G  | V  | N  | P  | GF | GS | DR  |
| ------- | ---- | ------------ | -- | -- | -- | -- | -- | -- | -- | --- |
|         | 1.   | Milan        | 82 | 38 | 24 | 10 | 4  | 65 | 24 | +41 |
|         | 2.   | Inter        | 76 | 38 | 23 | 7  | 8  | 69 | 42 | +27 |
|         | 3.   | Napoli       | 70 | 38 | 21 | 7  | 10 | 59 | 39 | +20 |
|         | 4.   | Udinese      | 66 | 38 | 20 | 6  | 12 | 65 | 43 | +22 |
|         | 5.   | Lazio        | 66 | 38 | 20 | 6  | 12 | 55 | 39 | +16 |
|         | 6.   | Roma         | 63 | 38 | 18 | 9  | 11 | 59 | 52 | +7  |
|         | 7.   | Juventus     | 58 | 38 | 15 | 13 | 10 | 57 | 47 | +10 |
| [ 103 ] | 8.   | Palermo      | 56 | 38 | 17 | 5  | 16 | 58 | 63 | -5  |
|         | 9.   | Fiorentina   | 51 | 38 | 12 | 15 | 11 | 49 | 44 | +5  |
|         | 10.  | Genoa        | 51 | 38 | 14 | 9  | 15 | 45 | 47 | -2  |
|         | 11.  | Chievo       | 46 | 38 | 11 | 13 | 14 | 38 | 40 | -2  |
|         | 12.  | Parma        | 46 | 38 | 11 | 13 | 14 | 39 | 47 | -8  |
|         | 13.  | Catania      | 46 | 38 | 12 | 10 | 16 | 40 | 52 | -12 |
|         | 14.  | Cagliari     | 45 | 38 | 12 | 9  | 17 | 44 | 51 | -7  |
|         | 15.  | Cesena       | 43 | 38 | 11 | 10 | 17 | 38 | 50 | -12 |
|         | 16.  | Bologna (-3) | 42 | 38 | 11 | 12 | 15 | 35 | 52 | -17 |
|         | 17.  | Lecce        | 41 | 38 | 11 | 8  | 19 | 46 | 66 | -20 |
|         | 18.  | Sampdoria    | 36 | 38 | 8  | 12 | 18 | 33 | 49 | -16 |
|         | 19.  | Brescia      | 32 | 38 | 7  | 11 | 20 | 34 | 52 | -18 |
|         | 20.  | Bari         | 24 | 38 | 5  | 9  | 24 | 27 | 56 | -29 |

Legenda:
      Campione d'Italia e ammessa alla fase a gironi della UEFA Champions League 2011-2012.
      Ammessa alla fase a gironi della UEFA Champions League 2011-2012.
      Ammessa agli spareggi (percorso piazzate) della UEFA Champions League 2011-2012.
      Ammesse all'ultimo turno di qualificazione della UEFA Europa League 2011-2012.
      Ammessa al terzo turno di qualificazione della UEFA Europa League 2011-2012.
      Retrocesse in Serie B 2011-2012.
Regolamento:
Tre punti a vittoria, uno a pareggio, zero a sconfitta.
A parità di punti valeva la classifica avulsa.
Note:
Il Bologna ha scontato 3 punti di penalizzazione in classifica.

### Squadra campione
| Formazione tipo | Giocatori (presenze)      |
| --- | ------------------------- |
| Abbiati Abate Nesta Thiago Silva Zambrotta (Antonini) Gattuso Van Bommel (Ambrosini) Seedorf Robinho (Pato) Boateng Ibrahimović | Christian Abbiati (35)    |
| Abbiati Abate Nesta Thiago Silva Zambrotta (Antonini) Gattuso Van Bommel (Ambrosini) Seedorf Robinho (Pato) Boateng Ibrahimović | Ignazio Abate (29)        |
| Abbiati Abate Nesta Thiago Silva Zambrotta (Antonini) Gattuso Van Bommel (Ambrosini) Seedorf Robinho (Pato) Boateng Ibrahimović | Alessandro Nesta (26)     |
| Abbiati Abate Nesta Thiago Silva Zambrotta (Antonini) Gattuso Van Bommel (Ambrosini) Seedorf Robinho (Pato) Boateng Ibrahimović | Thiago Silva (33)         |
| Abbiati Abate Nesta Thiago Silva Zambrotta (Antonini) Gattuso Van Bommel (Ambrosini) Seedorf Robinho (Pato) Boateng Ibrahimović | Gianluca Zambrotta (15)   |
| Abbiati Abate Nesta Thiago Silva Zambrotta (Antonini) Gattuso Van Bommel (Ambrosini) Seedorf Robinho (Pato) Boateng Ibrahimović | Gennaro Gattuso (31)      |
| Abbiati Abate Nesta Thiago Silva Zambrotta (Antonini) Gattuso Van Bommel (Ambrosini) Seedorf Robinho (Pato) Boateng Ibrahimović | Mark Van Bommel (14)      |
| Abbiati Abate Nesta Thiago Silva Zambrotta (Antonini) Gattuso Van Bommel (Ambrosini) Seedorf Robinho (Pato) Boateng Ibrahimović | Clarence Seedorf (30)     |
| Abbiati Abate Nesta Thiago Silva Zambrotta (Antonini) Gattuso Van Bommel (Ambrosini) Seedorf Robinho (Pato) Boateng Ibrahimović | Kevin-Prince Boateng (26) |
| Abbiati Abate Nesta Thiago Silva Zambrotta (Antonini) Gattuso Van Bommel (Ambrosini) Seedorf Robinho (Pato) Boateng Ibrahimović | Robinho (34)              |
| Abbiati Abate Nesta Thiago Silva Zambrotta (Antonini) Gattuso Van Bommel (Ambrosini) Seedorf Robinho (Pato) Boateng Ibrahimović | Zlatan Ibrahimović (29)   |
| Altri giocatori: Alexandre Pato (25), Mathieu Flamini (22), Luca Antonini (22), Massimo Ambrosini (18), Antonio Cassano (17), Andrea Pirlo (17), Daniele Bonera (16), Mario Yepes (13), Ronaldinho (11), Urby Emanuelson (9), Massimo Oddo (7), Filippo Inzaghi (6), Alexander Merkel (6), Marek Jankulovski (5), Sōkratīs Papastathopoulos (5), Marco Amelia (4), Rodney Strasser (3), Giacomo Beretta (1), Marco Borriello (1), Nicola Legrottaglie (1), Nnamdi Oduamadi (1), Flavio Roma (1), Dídac Vilà (1). |                           |

## Risultati

### Tabellone
|            | Bar  | Bol  | Bre  | Cag  | Cat  | Ces  | Chi  | Fio  | Gen  | Int  | Juv  | Laz  | Lec  | Mil  | Nap  | Pal  | Par  | Rom  | Sam  | Udi  |
| ---------- | ---- | ---- | ---- | ---- | ---- | ---- | ---- | ---- | ---- | ---- | ---- | ---- | ---- | ---- | ---- | ---- | ---- | ---- | ---- | ---- |
| Bari       | –––– | 0-2  | 2-1  | 0-0  | 1-1  | 1-1  | 1-2  | 1-1  | 0-0  | 0-3  | 1-0  | 0-2  | 0-2  | 2-3  | 0-2  | 1-1  | 0-1  | 2-3  | 0-1  | 0-2  |
| Bologna    | 0-4  | –––– | 1-0  | 2-2  | 1-0  | 0-2  | 2-1  | 1-1  | 1-1  | 0-0  | 0-0  | 3-1  | 2-0  | 0-3  | 0-2  | 1-0  | 0-0  | 0-1  | 1-1  | 2-1  |
| Brescia    | 2-0  | 3-1  | –––– | 1-2  | 1-2  | 1-2  | 0-3  | 2-2  | 0-0  | 1-1  | 1-1  | 0-2  | 2-2  | 0-1  | 0-1  | 3-2  | 2-0  | 2-1  | 1-0  | 0-1  |
| Cagliari   | 2-1  | 2-0  | 1-1  | –––– | 3-0  | 0-2  | 4-1  | 1-2  | 0-1  | 0-1  | 1-3  | 1-0  | 3-2  | 0-1  | 0-1  | 3-1  | 1-1  | 5-1  | 0-0  | 0-4  |
| Catania    | 1-0  | 1-1  | 1-0  | 2-0  | –––– | 2-0  | 1-1  | 0-0  | 2-1  | 1-2  | 1-3  | 1-4  | 3-2  | 0-2  | 1-1  | 4-0  | 2-1  | 2-1  | 1-0  | 1-0  |
| Cesena     | 1-0  | 0-2  | 1-0  | 1-0  | 1-1  | –––– | 1-0  | 2-2  | 0-0  | 1-2  | 2-2  | 1-0  | 1-0  | 2-0  | 1-4  | 1-2  | 1-1  | 0-1  | 0-1  | 0-3  |
| Chievo     | 0-0  | 2-0  | 0-1  | 0-0  | 2-1  | 2-1  | –––– | 0-1  | 0-0  | 2-1  | 1-1  | 0-1  | 1-0  | 1-2  | 2-0  | 0-0  | 0-0  | 2-2  | 0-0  | 0-2  |
| Fiorentina | 2-1  | 1-1  | 3-2  | 1-0  | 3-0  | 1-0  | 1-0  | –––– | 1-0  | 1-2  | 0-0  | 1-2  | 1-1  | 1-2  | 1-1  | 1-2  | 2-0  | 2-2  | 0-0  | 5-2  |
| Genoa      | 2-1  | 1-0  | 3-0  | 0-1  | 1-0  | 3-2  | 1-3  | 1-1  | –––– | 0-1  | 0-2  | 0-0  | 4-2  | 1-1  | 0-1  | 1-0  | 3-1  | 4-3  | 2-1  | 2-4  |
| Inter      | 4-0  | 4-1  | 1-1  | 1-0  | 3-1  | 3-2  | 2-0  | 3-1  | 5-2  | –––– | 0-0  | 2-1  | 1-0  | 0-1  | 3-1  | 3-2  | 5-2  | 5-3  | 1-1  | 2-1  |
| Juventus   | 2-1  | 0-2  | 2-1  | 4-2  | 2-2  | 3-1  | 2-2  | 1-1  | 3-2  | 1-0  | –––– | 2-1  | 4-0  | 0-1  | 2-2  | 1-3  | 1-4  | 1-1  | 3-3  | 1-2  |
| Lazio      | 1-0  | 3-1  | 1-0  | 2-1  | 1-1  | 1-0  | 1-1  | 2-0  | 4-2  | 3-1  | 0-1  | –––– | 1-2  | 1-1  | 2-0  | 2-0  | 2-0  | 0-2  | 1-0  | 3-2  |
| Lecce      | 0-1  | 0-1  | 2-1  | 3-3  | 1-0  | 1-1  | 3-2  | 1-0  | 1-3  | 1-1  | 2-0  | 2-4  | –––– | 1-1  | 2-1  | 2-4  | 1-1  | 1-2  | 2-3  | 2-0  |
| Milan      | 1-1  | 1-0  | 3-0  | 4-1  | 1-1  | 2-0  | 3-1  | 1-0  | 1-0  | 3-0  | 1-2  | 0-0  | 4-0  | –––– | 3-0  | 3-1  | 4-0  | 0-1  | 3-0  | 4-4  |
| Napoli     | 2-2  | 4-1  | 0-0  | 2-1  | 1-0  | 2-0  | 1-3  | 0-0  | 1-0  | 1-1  | 3-0  | 4-3  | 1-0  | 1-2  | –––– | 1-0  | 2-0  | 2-0  | 4-0  | 1-2  |
| Palermo    | 2-1  | 4-1  | 1-0  | 0-0  | 3-1  | 2-2  | 1-3  | 2-4  | 1-0  | 1-2  | 2-1  | 0-1  | 2-2  | 1-0  | 2-1  | –––– | 3-1  | 3-1  | 3-0  | 0-7  |
| Parma      | 1-2  | 0-0  | 2-0  | 1-2  | 2-0  | 2-2  | 0-0  | 1-1  | 1-1  | 2-0  | 1-0  | 1-1  | 0-1  | 0-1  | 1-3  | 3-1  | –––– | 0-0  | 1-0  | 2-1  |
| Roma       | 1-0  | 2-2  | 1-1  | 3-0  | 4-2  | 0-0  | 1-0  | 3-2  | 2-1  | 1-0  | 0-2  | 2-0  | 2-0  | 0-0  | 0-2  | 2-3  | 2-2  | –––– | 3-1  | 2-0  |
| Sampdoria  | 3-0  | 3-1  | 3-3  | 0-1  | 0-0  | 2-3  | 0-0  | 2-1  | 0-1  | 0-2  | 0-0  | 2-0  | 1-2  | 1-1  | 1-2  | 1-2  | 0-1  | 2-1  | –––– | 0-0  |
| Udinese    | 1-0  | 1-1  | 0-0  | 1-1  | 2-0  | 1-0  | 2-0  | 2-1  | 0-1  | 3-1  | 0-4  | 2-1  | 4-0  | 0-0  | 3-1  | 2-1  | 0-2  | 1-2  | 2-0  | –––– |

### Calendario
Il sorteggio del calendario avvenne il 28 luglio 2010 a Palazzo Mezzanotte, a Milano.
| andata (1ª) | andata (1ª) | 1ª giornata       | ritorno (20ª) | ritorno (20ª) |
|             |             |                   |               |               |
| 29 ago.     | 1-0         | Bari-Juventus     | 1-2           | 16 gen.       |
| 30 ago.     | 0-0         | Bologna-Inter     | 1-4           | 15 gen.       |
| 29 ago.     | 2-1         | Chievo-Catania    | 1-1           | 16 gen.       |
| 29 ago.     | 1-1         | Fiorentina-Napoli | 0-0           | 15 gen.       |
| 29 ago.     | 4-0         | Milan-Lecce       | 1-1           | 16 gen.       |
| 29 ago.     | 0-0         | Palermo-Cagliari  | 1-3           | 16 gen.       |
| 29 ago.     | 2-0         | Parma-Brescia     | 0-2           | 16 gen.       |
| 28 ago.     | 0-0         | Roma-Cesena       | 1-0           | 16 gen.       |
| 29 ago.     | 2-0         | Sampdoria-Lazio   | 0-1           | 16 gen.       |
| 28 ago.     | 0-1         | Udinese-Genoa     | 4-2           | 16 gen.       |

| andata (2ª) | andata (2ª) | 2ª giornata        | ritorno (21ª) | ritorno (21ª) |
|             |             |                    |               |               |
| 12 set.     | 3-2         | Brescia-Palermo    | 0-1           | 22 gen.       |
| 11 set.     | 5-1         | Cagliari-Roma      | 0-3           | 22 gen.       |
| 12 set.     | 2-1         | Catania-Parma      | 0-2           | 22 gen.       |
| 11 set.     | 2-0         | Cesena-Milan       | 0-2           | 23 gen.       |
| 12 set.     | 1-3         | Genoa-Chievo       | 0-0           | 23 gen.       |
| 11 set.     | 2-1         | Inter-Udinese      | 1-3           | 23 gen.       |
| 12 set.     | 3-3         | Juventus-Sampdoria | 0-0           | 23 gen.       |
| 12 set.     | 3-1         | Lazio-Bologna      | 1-3           | 23 gen.       |
| 12 set.     | 1-0         | Lecce-Fiorentina   | 1-1           | 23 gen.       |
| 12 set.     | 2-2         | Napoli-Bari        | 2-0           | 23 gen.       |

| andata (1ª) | andata (1ª) | 1ª giornata       | ritorno (20ª) | ritorno (20ª) |
|             |             |                   |               |               |
| 29 ago.     | 1-0         | Bari-Juventus     | 1-2           | 16 gen.       |
| 30 ago.     | 0-0         | Bologna-Inter     | 1-4           | 15 gen.       |
| 29 ago.     | 2-1         | Chievo-Catania    | 1-1           | 16 gen.       |
| 29 ago.     | 1-1         | Fiorentina-Napoli | 0-0           | 15 gen.       |
| 29 ago.     | 4-0         | Milan-Lecce       | 1-1           | 16 gen.       |
| 29 ago.     | 0-0         | Palermo-Cagliari  | 1-3           | 16 gen.       |
| 29 ago.     | 2-0         | Parma-Brescia     | 0-2           | 16 gen.       |
| 28 ago.     | 0-0         | Roma-Cesena       | 1-0           | 16 gen.       |
| 29 ago.     | 2-0         | Sampdoria-Lazio   | 0-1           | 16 gen.       |
| 28 ago.     | 0-1         | Udinese-Genoa     | 4-2           | 16 gen.       |

| andata (2ª) | andata (2ª) | 2ª giornata        | ritorno (21ª) | ritorno (21ª) |
|             |             |                    |               |               |
| 12 set.     | 3-2         | Brescia-Palermo    | 0-1           | 22 gen.       |
| 11 set.     | 5-1         | Cagliari-Roma      | 0-3           | 22 gen.       |
| 12 set.     | 2-1         | Catania-Parma      | 0-2           | 22 gen.       |
| 11 set.     | 2-0         | Cesena-Milan       | 0-2           | 23 gen.       |
| 12 set.     | 1-3         | Genoa-Chievo       | 0-0           | 23 gen.       |
| 11 set.     | 2-1         | Inter-Udinese      | 1-3           | 23 gen.       |
| 12 set.     | 3-3         | Juventus-Sampdoria | 0-0           | 23 gen.       |
| 12 set.     | 3-1         | Lazio-Bologna      | 1-3           | 23 gen.       |
| 12 set.     | 1-0         | Lecce-Fiorentina   | 1-1           | 23 gen.       |
| 12 set.     | 2-2         | Napoli-Bari        | 2-0           | 23 gen.       |

| andata (3ª) | andata (3ª) | 3ª giornata      | ritorno (22ª) | ritorno (22ª) |
|             |             |                  |               |               |
| 19 set.     | 0-0         | Bari-Cagliari    | 1-2           | 30 gen.       |
| 19 set.     | 1-0         | Cesena-Lecce     | 1-1           | 30 gen.       |
| 19 set.     | 0-1         | Chievo-Brescia   | 3-0           | 30 gen.       |
| 18 set.     | 1-2         | Fiorentina-Lazio | 0-2           | 29 gen.       |
| 18 set.     | 1-1         | Milan-Catania    | 2-0           | 29 gen.       |
| 19 set.     | 1-2         | Palermo-Inter    | 2-3           | 30 gen.       |
| 19 set.     | 1-1         | Parma-Genoa      | 1-3           | 30 gen.       |
| 19 set.     | 2-2         | Roma-Bologna     | 1-0           | 30 gen.       |
| 19 set.     | 1-2         | Sampdoria-Napoli | 0-4           | 30 gen.       |
| 19 set.     | 0-4         | Udinese-Juventus | 2-1           | 30 gen.       |

| andata (4ª) | andata (4ª) | 4ª giornata        | ritorno (23ª) | ritorno (23ª) |
|             |             |                    |               |               |
| 22 set.     | 2-1         | Bologna-Udinese    | 1-1           | 2 feb.        |
| 22 set.     | 2-1         | Brescia-Roma       | 1-1           | 2 feb.        |
| 22 set.     | 0-0         | Cagliari-Sampdoria | 1-0           | 2 feb.        |
| 22 set.     | 2-0         | Catania-Cesena     | 1-1           | 2 feb.        |
| 22 set.     | 1-1         | Genoa-Fiorentina   | 0-1           | 2 feb.        |
| 22 set.     | 4-0         | Inter-Bari         | 3-0           | 3 feb.        |
| 23 set.     | 1-3         | Juventus-Palermo   | 1-2           | 2 feb.        |
| 22 set.     | 1-1         | Lazio-Milan        | 0-0           | 1° feb.       |
| 22 set.     | 1-1         | Lecce-Parma        | 1-0           | 2 feb.        |
| 22 set.     | 1-3         | Napoli-Chievo      | 0-2           | 2 feb.        |

| andata (3ª) | andata (3ª) | 3ª giornata      | ritorno (22ª) | ritorno (22ª) |
|             |             |                  |               |               |
| 19 set.     | 0-0         | Bari-Cagliari    | 1-2           | 30 gen.       |
| 19 set.     | 1-0         | Cesena-Lecce     | 1-1           | 30 gen.       |
| 19 set.     | 0-1         | Chievo-Brescia   | 3-0           | 30 gen.       |
| 18 set.     | 1-2         | Fiorentina-Lazio | 0-2           | 29 gen.       |
| 18 set.     | 1-1         | Milan-Catania    | 2-0           | 29 gen.       |
| 19 set.     | 1-2         | Palermo-Inter    | 2-3           | 30 gen.       |
| 19 set.     | 1-1         | Parma-Genoa      | 1-3           | 30 gen.       |
| 19 set.     | 2-2         | Roma-Bologna     | 1-0           | 30 gen.       |
| 19 set.     | 1-2         | Sampdoria-Napoli | 0-4           | 30 gen.       |
| 19 set.     | 0-4         | Udinese-Juventus | 2-1           | 30 gen.       |

| andata (4ª) | andata (4ª) | 4ª giornata        | ritorno (23ª) | ritorno (23ª) |
|             |             |                    |               |               |
| 22 set.     | 2-1         | Bologna-Udinese    | 1-1           | 2 feb.        |
| 22 set.     | 2-1         | Brescia-Roma       | 1-1           | 2 feb.        |
| 22 set.     | 0-0         | Cagliari-Sampdoria | 1-0           | 2 feb.        |
| 22 set.     | 2-0         | Catania-Cesena     | 1-1           | 2 feb.        |
| 22 set.     | 1-1         | Genoa-Fiorentina   | 0-1           | 2 feb.        |
| 22 set.     | 4-0         | Inter-Bari         | 3-0           | 3 feb.        |
| 23 set.     | 1-3         | Juventus-Palermo   | 1-2           | 2 feb.        |
| 22 set.     | 1-1         | Lazio-Milan        | 0-0           | 1° feb.       |
| 22 set.     | 1-1         | Lecce-Parma        | 1-0           | 2 feb.        |
| 22 set.     | 1-3         | Napoli-Chievo      | 0-2           | 2 feb.        |

| andata (5ª) | andata (5ª) | 5ª giornata       | ritorno (24ª) | ritorno (24ª) |
|             |             |                   |               |               |
| 26 set.     | 2-1         | Bari-Brescia      | 0-2           | 6 feb.        |
| 26 set.     | 1-1         | Catania-Bologna   | 0-1           | 6 feb.        |
| 26 set.     | 1-4         | Cesena-Napoli     | 0-2           | 6 feb.        |
| 26 set.     | 0-1         | Chievo-Lazio      | 1-1           | 6 feb.        |
| 26 set.     | 2-0         | Fiorentina-Parma  | 1-1           | 6 feb.        |
| 26 set.     | 4-2         | Juventus-Cagliari | 3-1           | 5 feb.        |
| 25 set.     | 1-0         | Milan-Genoa       | 1-1           | 6 feb.        |
| 26 set.     | 2-2         | Palermo-Lecce     | 4-2           | 6 feb.        |
| 25 set.     | 1-0         | Roma-Inter        | 3-5           | 6 feb.        |
| 26 set.     | 0-0         | Sampdoria-Udinese | 0-2           | 5 feb.        |

| andata (6ª) | andata (6ª) | 6ª giornata        | ritorno (25ª) | ritorno (25ª) |
|             |             |                    |               |               |
| 3 ott.      | 1-1         | Bologna-Sampdoria  | 1-3           | 13 feb.       |
| 3 ott.      | 0-0         | Chievo-Cagliari    | 1-4           | 13 feb.       |
| 3 ott.      | 1-2         | Fiorentina-Palermo | 4-2           | 13 feb.       |
| 3 ott.      | 2-1         | Genoa-Bari         | 0-0           | 13 feb.       |
| 3 ott.      | 0-0         | Inter-Juventus     | 0-1           | 13 feb.       |
| 3 ott.      | 1-0         | Lazio-Brescia      | 2-0           | 13 feb.       |
| 3 ott.      | 1-0         | Lecce-Catania      | 2-3           | 13 feb.       |
| 3 ott.      | 2-0         | Napoli-Roma        | 2-0           | 12 feb.       |
| 2 ott.      | 0-1         | Parma-Milan        | 0-4           | 12 feb.       |
| 2 ott.      | 1-0         | Udinese-Cesena     | 3-0           | 13 feb.       |

| andata (5ª) | andata (5ª) | 5ª giornata       | ritorno (24ª) | ritorno (24ª) |
|             |             |                   |               |               |
| 26 set.     | 2-1         | Bari-Brescia      | 0-2           | 6 feb.        |
| 26 set.     | 1-1         | Catania-Bologna   | 0-1           | 6 feb.        |
| 26 set.     | 1-4         | Cesena-Napoli     | 0-2           | 6 feb.        |
| 26 set.     | 0-1         | Chievo-Lazio      | 1-1           | 6 feb.        |
| 26 set.     | 2-0         | Fiorentina-Parma  | 1-1           | 6 feb.        |
| 26 set.     | 4-2         | Juventus-Cagliari | 3-1           | 5 feb.        |
| 25 set.     | 1-0         | Milan-Genoa       | 1-1           | 6 feb.        |
| 26 set.     | 2-2         | Palermo-Lecce     | 4-2           | 6 feb.        |
| 25 set.     | 1-0         | Roma-Inter        | 3-5           | 6 feb.        |
| 26 set.     | 0-0         | Sampdoria-Udinese | 0-2           | 5 feb.        |

| andata (6ª) | andata (6ª) | 6ª giornata        | ritorno (25ª) | ritorno (25ª) |
|             |             |                    |               |               |
| 3 ott.      | 1-1         | Bologna-Sampdoria  | 1-3           | 13 feb.       |
| 3 ott.      | 0-0         | Chievo-Cagliari    | 1-4           | 13 feb.       |
| 3 ott.      | 1-2         | Fiorentina-Palermo | 4-2           | 13 feb.       |
| 3 ott.      | 2-1         | Genoa-Bari         | 0-0           | 13 feb.       |
| 3 ott.      | 0-0         | Inter-Juventus     | 0-1           | 13 feb.       |
| 3 ott.      | 1-0         | Lazio-Brescia      | 2-0           | 13 feb.       |
| 3 ott.      | 1-0         | Lecce-Catania      | 2-3           | 13 feb.       |
| 3 ott.      | 2-0         | Napoli-Roma        | 2-0           | 12 feb.       |
| 2 ott.      | 0-1         | Parma-Milan        | 0-4           | 12 feb.       |
| 2 ott.      | 1-0         | Udinese-Cesena     | 3-0           | 13 feb.       |

| andata (7ª) | andata (7ª) | 7ª giornata          | ritorno (26ª) | ritorno (26ª) |
|             |             |                      |               |               |
| 17 ott.     | 0-2         | Bari-Lazio           | 0-1           | 20 feb.       |
| 17 ott.     | 0-1         | Brescia-Udinese      | 0-0           | 20 feb.       |
| 17 ott.     | 0-1         | Cagliari-Inter       | 0-1           | 19 feb.       |
| 17 ott.     | 1-1         | Catania-Napoli       | 0-1           | 20 feb.       |
| 17 ott.     | 1-1         | Cesena-Parma         | 2-2           | 20 feb.       |
| 17 ott.     | 4-0         | Juventus-Lecce       | 0-2           | 20 feb.       |
| 16 ott.     | 3-1         | Milan-Chievo         | 2-1           | 20 feb.       |
| 17 ott.     | 4-1         | Palermo-Bologna      | 0-1           | 19 feb.       |
| 16 ott.     | 2-1         | Roma-Genoa           | 3-4           | 20 feb.       |
| 17 ott.     | 2-1         | Sampdoria-Fiorentina | 0-0           | 20 feb.       |

| andata (8ª) | andata (8ª) | 8ª giornata      | ritorno (27ª) | ritorno (27ª) |
|             |             |                  |               |               |
| 24 ott.     | 0-0         | Bologna-Juventus | 2-0           | 26 feb.       |
| 24 ott.     | 2-1         | Chievo-Cesena    | 0-1           | 27 feb.       |
| 23 ott.     | 2-1         | Fiorentina-Bari  | 1-1           | 27 feb.       |
| 24 ott.     | 1-0         | Genoa-Catania    | 1-2           | 27 feb.       |
| 24 ott.     | 1-1         | Inter-Sampdoria  | 2-0           | 27 feb.       |
| 24 ott.     | 2-1         | Lazio-Cagliari   | 0-1           | 27 feb.       |
| 24 ott.     | 2-1         | Lecce-Brescia    | 2-2           | 27 feb.       |
| 25 ott.     | 1-2         | Napoli-Milan     | 0-3           | 28 feb.       |
| 24 ott.     | 0-0         | Parma-Roma       | 2-2           | 27 feb.       |
| 24 ott.     | 2-1         | Udinese-Palermo  | 7-0           | 27 feb.       |

| andata (7ª) | andata (7ª) | 7ª giornata          | ritorno (26ª) | ritorno (26ª) |
|             |             |                      |               |               |
| 17 ott.     | 0-2         | Bari-Lazio           | 0-1           | 20 feb.       |
| 17 ott.     | 0-1         | Brescia-Udinese      | 0-0           | 20 feb.       |
| 17 ott.     | 0-1         | Cagliari-Inter       | 0-1           | 19 feb.       |
| 17 ott.     | 1-1         | Catania-Napoli       | 0-1           | 20 feb.       |
| 17 ott.     | 1-1         | Cesena-Parma         | 2-2           | 20 feb.       |
| 17 ott.     | 4-0         | Juventus-Lecce       | 0-2           | 20 feb.       |
| 16 ott.     | 3-1         | Milan-Chievo         | 2-1           | 20 feb.       |
| 17 ott.     | 4-1         | Palermo-Bologna      | 0-1           | 19 feb.       |
| 16 ott.     | 2-1         | Roma-Genoa           | 3-4           | 20 feb.       |
| 17 ott.     | 2-1         | Sampdoria-Fiorentina | 0-0           | 20 feb.       |

| andata (8ª) | andata (8ª) | 8ª giornata      | ritorno (27ª) | ritorno (27ª) |
|             |             |                  |               |               |
| 24 ott.     | 0-0         | Bologna-Juventus | 2-0           | 26 feb.       |
| 24 ott.     | 2-1         | Chievo-Cesena    | 0-1           | 27 feb.       |
| 23 ott.     | 2-1         | Fiorentina-Bari  | 1-1           | 27 feb.       |
| 24 ott.     | 1-0         | Genoa-Catania    | 1-2           | 27 feb.       |
| 24 ott.     | 1-1         | Inter-Sampdoria  | 2-0           | 27 feb.       |
| 24 ott.     | 2-1         | Lazio-Cagliari   | 0-1           | 27 feb.       |
| 24 ott.     | 2-1         | Lecce-Brescia    | 2-2           | 27 feb.       |
| 25 ott.     | 1-2         | Napoli-Milan     | 0-3           | 28 feb.       |
| 24 ott.     | 0-0         | Parma-Roma       | 2-2           | 27 feb.       |
| 24 ott.     | 2-1         | Udinese-Palermo  | 7-0           | 27 feb.       |

| andata (9ª) | andata (9ª) | 9ª giornata        | ritorno (28ª) | ritorno (28ª) |
|             |             |                    |               |               |
| 31 ott.     | 0-2         | Bari-Udinese       | 0-1           | 6 mar.        |
| 31 ott.     | 0-1         | Brescia-Napoli     | 0-0           | 6 mar.        |
| 31 ott.     | 2-0         | Cagliari-Bologna   | 2-2           | 6 mar.        |
| 31 ott.     | 0-0         | Catania-Fiorentina | 0-3           | 6 mar.        |
| 31 ott.     | 0-1         | Cesena-Sampdoria   | 3-2           | 6 mar.        |
| 29 ott.     | 0-1         | Genoa-Inter        | 2-5           | 6 mar.        |
| 30 ott.     | 1-2         | Milan-Juventus     | 1-0           | 5 mar.        |
| 31 ott.     | 0-1         | Palermo-Lazio      | 0-2           | 6 mar.        |
| 31 ott.     | 0-0         | Parma-Chievo       | 0-0           | 6 mar.        |
| 30 ott.     | 2-0         | Roma-Lecce         | 2-1           | 4 mar.        |

| andata (10ª) | andata (10ª) | 10ª giornata      | ritorno (29ª) | ritorno (29ª) |
|              |              |                   |               |               |
| 7 nov.       | 2-3          | Bari-Milan        | 1-1           | 13 mar.       |
| 6 nov.       | 2-0          | Bologna-Lecce     | 1-0           | 13 mar.       |
| 7 nov.       | 1-0          | Fiorentina-Chievo | 1-0           | 13 mar.       |
| 6 nov.       | 1-1          | Inter-Brescia     | 1-1           | 11 mar.       |
| 7 nov.       | 3-1          | Juventus-Cesena   | 2-2           | 12 mar.       |
| 7 nov.       | 0-2          | Lazio-Roma        | 0-2           | 13 mar.       |
| 7 nov.       | 2-0          | Napoli-Parma      | 3-1           | 13 mar.       |
| 7 nov.       | 1-0          | Palermo-Genoa     | 0-1           | 13 mar.       |
| 7 nov.       | 0-0          | Sampdoria-Catania | 0-1           | 13 mar.       |
| 7 nov.       | 1-1          | Udinese-Cagliari  | 4-0           | 13 mar.       |

| andata (9ª) | andata (9ª) | 9ª giornata        | ritorno (28ª) | ritorno (28ª) |
|             |             |                    |               |               |
| 31 ott.     | 0-2         | Bari-Udinese       | 0-1           | 6 mar.        |
| 31 ott.     | 0-1         | Brescia-Napoli     | 0-0           | 6 mar.        |
| 31 ott.     | 2-0         | Cagliari-Bologna   | 2-2           | 6 mar.        |
| 31 ott.     | 0-0         | Catania-Fiorentina | 0-3           | 6 mar.        |
| 31 ott.     | 0-1         | Cesena-Sampdoria   | 3-2           | 6 mar.        |
| 29 ott.     | 0-1         | Genoa-Inter        | 2-5           | 6 mar.        |
| 30 ott.     | 1-2         | Milan-Juventus     | 1-0           | 5 mar.        |
| 31 ott.     | 0-1         | Palermo-Lazio      | 0-2           | 6 mar.        |
| 31 ott.     | 0-0         | Parma-Chievo       | 0-0           | 6 mar.        |
| 30 ott.     | 2-0         | Roma-Lecce         | 2-1           | 4 mar.        |

| andata (10ª) | andata (10ª) | 10ª giornata      | ritorno (29ª) | ritorno (29ª) |
|              |              |                   |               |               |
| 7 nov.       | 2-3          | Bari-Milan        | 1-1           | 13 mar.       |
| 6 nov.       | 2-0          | Bologna-Lecce     | 1-0           | 13 mar.       |
| 7 nov.       | 1-0          | Fiorentina-Chievo | 1-0           | 13 mar.       |
| 6 nov.       | 1-1          | Inter-Brescia     | 1-1           | 11 mar.       |
| 7 nov.       | 3-1          | Juventus-Cesena   | 2-2           | 12 mar.       |
| 7 nov.       | 0-2          | Lazio-Roma        | 0-2           | 13 mar.       |
| 7 nov.       | 2-0          | Napoli-Parma      | 3-1           | 13 mar.       |
| 7 nov.       | 1-0          | Palermo-Genoa     | 0-1           | 13 mar.       |
| 7 nov.       | 0-0          | Sampdoria-Catania | 0-1           | 13 mar.       |
| 7 nov.       | 1-1          | Udinese-Cagliari  | 4-0           | 13 mar.       |

| andata (11ª) | andata (11ª) | 11ª giornata     | ritorno (30ª) | ritorno (30ª) |
|              |              |                  |               |               |
| 10 nov.      | 1-1          | Brescia-Juventus | 1-2           | 20 mar.       |
| 10 nov.      | 0-1          | Cagliari-Napoli  | 1-2           | 20 mar.       |
| 10 nov.      | 1-0          | Catania-Udinese  | 0-2           | 20 mar.       |
| 10 nov.      | 1-0          | Cesena-Lazio     | 0-1           | 19 mar.       |
| 10 nov.      | 0-0          | Chievo-Bari      | 2-1           | 20 mar.       |
| 10 nov.      | 1-0          | Genoa-Bologna    | 1-1           | 20 mar.       |
| 10 nov.      | 1-1          | Lecce-Inter      | 0-1           | 20 mar.       |
| 10 nov.      | 3-1          | Milan-Palermo    | 0-1           | 19 mar.       |
| 11 nov.      | 1-0          | Parma-Sampdoria  | 1-0           | 20 mar.       |
| 10 nov.      | 3-2          | Roma-Fiorentina  | 2-2           | 20 mar.       |

| andata (12ª) | andata (12ª) | 12ª giornata      | ritorno (31ª) | ritorno (31ª) |
|              |              |                   |               |               |
| 14 nov.      | 0-1          | Bari-Parma        | 2-1           | 3 apr.        |
| 14 nov.      | 1-0          | Bologna-Brescia   | 1-3           | 2 apr.        |
| 14 nov.      | 0-1          | Cagliari-Genoa    | 1-0           | 3 apr.        |
| 13 nov.      | 1-0          | Fiorentina-Cesena | 2-2           | 3 apr.        |
| 14 nov.      | 0-1          | Inter-Milan       | 0-3           | 2 apr.        |
| 13 nov.      | 1-1          | Juventus-Roma     | 2-0           | 3 apr.        |
| 14 nov.      | 2-0          | Lazio-Napoli      | 3-4           | 3 apr.        |
| 14 nov.      | 3-1          | Palermo-Catania   | 0-4           | 3 apr.        |
| 14 nov.      | 0-0          | Sampdoria-Chievo  | 0-0           | 3 apr.        |
| 14 nov.      | 4-0          | Udinese-Lecce     | 0-2           | 3 apr.        |

| andata (11ª) | andata (11ª) | 11ª giornata     | ritorno (30ª) | ritorno (30ª) |
|              |              |                  |               |               |
| 10 nov.      | 1-1          | Brescia-Juventus | 1-2           | 20 mar.       |
| 10 nov.      | 0-1          | Cagliari-Napoli  | 1-2           | 20 mar.       |
| 10 nov.      | 1-0          | Catania-Udinese  | 0-2           | 20 mar.       |
| 10 nov.      | 1-0          | Cesena-Lazio     | 0-1           | 19 mar.       |
| 10 nov.      | 0-0          | Chievo-Bari      | 2-1           | 20 mar.       |
| 10 nov.      | 1-0          | Genoa-Bologna    | 1-1           | 20 mar.       |
| 10 nov.      | 1-1          | Lecce-Inter      | 0-1           | 20 mar.       |
| 10 nov.      | 3-1          | Milan-Palermo    | 0-1           | 19 mar.       |
| 11 nov.      | 1-0          | Parma-Sampdoria  | 1-0           | 20 mar.       |
| 10 nov.      | 3-2          | Roma-Fiorentina  | 2-2           | 20 mar.       |

| andata (12ª) | andata (12ª) | 12ª giornata      | ritorno (31ª) | ritorno (31ª) |
|              |              |                   |               |               |
| 14 nov.      | 0-1          | Bari-Parma        | 2-1           | 3 apr.        |
| 14 nov.      | 1-0          | Bologna-Brescia   | 1-3           | 2 apr.        |
| 14 nov.      | 0-1          | Cagliari-Genoa    | 1-0           | 3 apr.        |
| 13 nov.      | 1-0          | Fiorentina-Cesena | 2-2           | 3 apr.        |
| 14 nov.      | 0-1          | Inter-Milan       | 0-3           | 2 apr.        |
| 13 nov.      | 1-1          | Juventus-Roma     | 2-0           | 3 apr.        |
| 14 nov.      | 2-0          | Lazio-Napoli      | 3-4           | 3 apr.        |
| 14 nov.      | 3-1          | Palermo-Catania   | 0-4           | 3 apr.        |
| 14 nov.      | 0-0          | Sampdoria-Chievo  | 0-0           | 3 apr.        |
| 14 nov.      | 4-0          | Udinese-Lecce     | 0-2           | 3 apr.        |

| andata (13ª) | andata (13ª) | 13ª giornata     | ritorno (32ª) | ritorno (32ª) |
|              |              |                  |               |               |
| 21 nov.      | 1-2          | Brescia-Cagliari | 1-1           | 10 apr.       |
| 21 nov.      | 1-0          | Catania-Bari     | 1-1           | 10 apr.       |
| 21 nov.      | 1-2          | Cesena-Palermo   | 2-2           | 10 apr.       |
| 21 nov.      | 2-1          | Chievo-Inter     | 0-2           | 9 apr.        |
| 21 nov.      | 0-2          | Genoa-Juventus   | 2-3           | 10 apr.       |
| 21 nov.      | 2-3          | Lecce-Sampdoria  | 2-1           | 10 apr.       |
| 20 nov.      | 1-0          | Milan-Fiorentina | 2-1           | 10 apr.       |
| 21 nov.      | 4-1          | Napoli-Bologna   | 2-0           | 10 apr.       |
| 21 nov.      | 1-1          | Parma-Lazio      | 0-2           | 10 apr.       |
| 20 nov.      | 2-0          | Roma-Udinese     | 2-1           | 9 apr.        |

| andata (14ª) | andata (14ª) | 14ª giornata        | ritorno (33ª) | ritorno (33ª) |
|              |              |                     |               |               |
| 28 nov.      | 1-1          | Bari-Cesena         | 0-1           | 17 apr.       |
| 8 dic.       | 2-1          | Bologna-Chievo      | 0-2           | 17 apr.       |
| 28 nov.      | 0-0          | Brescia-Genoa       | 0-3           | 17 apr.       |
| 28 nov.      | 3-2          | Cagliari-Lecce      | 3-3           | 17 apr.       |
| 28 nov.      | 5-2          | Inter-Parma         | 0-2           | 16 apr.       |
| 27 nov.      | 1-1          | Juventus-Fiorentina | 0-0           | 17 apr.       |
| 28 nov.      | 1-1          | Lazio-Catania       | 4-1           | 17 apr.       |
| 28 nov.      | 3-1          | Palermo-Roma        | 3-2           | 16 apr.       |
| 27 nov.      | 1-1          | Sampdoria-Milan     | 0-3           | 16 apr.       |
| 28 nov.      | 3-1          | Udinese-Napoli      | 2-1           | 17 apr.       |

| andata (13ª) | andata (13ª) | 13ª giornata     | ritorno (32ª) | ritorno (32ª) |
|              |              |                  |               |               |
| 21 nov.      | 1-2          | Brescia-Cagliari | 1-1           | 10 apr.       |
| 21 nov.      | 1-0          | Catania-Bari     | 1-1           | 10 apr.       |
| 21 nov.      | 1-2          | Cesena-Palermo   | 2-2           | 10 apr.       |
| 21 nov.      | 2-1          | Chievo-Inter     | 0-2           | 9 apr.        |
| 21 nov.      | 0-2          | Genoa-Juventus   | 2-3           | 10 apr.       |
| 21 nov.      | 2-3          | Lecce-Sampdoria  | 2-1           | 10 apr.       |
| 20 nov.      | 1-0          | Milan-Fiorentina | 2-1           | 10 apr.       |
| 21 nov.      | 4-1          | Napoli-Bologna   | 2-0           | 10 apr.       |
| 21 nov.      | 1-1          | Parma-Lazio      | 0-2           | 10 apr.       |
| 20 nov.      | 2-0          | Roma-Udinese     | 2-1           | 9 apr.        |

| andata (14ª) | andata (14ª) | 14ª giornata        | ritorno (33ª) | ritorno (33ª) |
|              |              |                     |               |               |
| 28 nov.      | 1-1          | Bari-Cesena         | 0-1           | 17 apr.       |
| 8 dic.       | 2-1          | Bologna-Chievo      | 0-2           | 17 apr.       |
| 28 nov.      | 0-0          | Brescia-Genoa       | 0-3           | 17 apr.       |
| 28 nov.      | 3-2          | Cagliari-Lecce      | 3-3           | 17 apr.       |
| 28 nov.      | 5-2          | Inter-Parma         | 0-2           | 16 apr.       |
| 27 nov.      | 1-1          | Juventus-Fiorentina | 0-0           | 17 apr.       |
| 28 nov.      | 1-1          | Lazio-Catania       | 4-1           | 17 apr.       |
| 28 nov.      | 3-1          | Palermo-Roma        | 3-2           | 16 apr.       |
| 27 nov.      | 1-1          | Sampdoria-Milan     | 0-3           | 16 apr.       |
| 28 nov.      | 3-1          | Udinese-Napoli      | 2-1           | 17 apr.       |

| andata (15ª) | andata (15ª) | 15ª giornata        | ritorno (34ª) | ritorno (34ª) |
|              |              |                     |               |               |
| 5 dic.       | 1-3          | Catania-Juventus    | 2-2           | 23 apr.       |
| 5 dic.       | 0-2          | Cesena-Bologna      | 2-0           | 23 apr.       |
| 4 dic.       | 2-2          | Chievo-Roma         | 0-1           | 23 apr.       |
| 5 dic.       | 1-0          | Fiorentina-Cagliari | 2-1           | 23 apr.       |
| 3 dic.       | 3-1          | Lazio-Inter         | 1-2           | 23 apr.       |
| 5 dic.       | 1-3          | Lecce-Genoa         | 2-4           | 23 apr.       |
| 4 dic.       | 3-0          | Milan-Brescia       | 1-0           | 23 apr.       |
| 6 dic.       | 1-0          | Napoli-Palermo      | 1-2           | 23 apr.       |
| 5 dic.       | 2-1          | Parma-Udinese       | 2-0           | 23 apr.       |
| 5 dic.       | 3-0          | Sampdoria-Bari      | 1-0           | 23 apr.       |

| andata (16ª) | andata (16ª) | 16ª giornata       | ritorno (35ª) | ritorno (35ª) |
|              |              |                    |               |               |
| 12 dic.      | 0-3          | Bologna-Milan      | 0-1           | 1° mag.       |
| 12 dic.      | 1-0          | Brescia-Sampdoria  | 3-3           | 1° mag.       |
| 12 dic.      | 3-0          | Cagliari-Catania   | 0-2           | 1° mag.       |
| 11 dic.      | 0-1          | Genoa-Napoli       | 0-1           | 30 apr.       |
| 19 gen.      | 3-2          | Inter-Cesena       | 2-1           | 30 apr.       |
| 12 dic.      | 2-1          | Juventus-Lazio     | 1-0           | 2 mag.        |
| 12 dic.      | 3-2          | Lecce-Chievo       | 0-1           | 1° mag.       |
| 11 dic.      | 3-1          | Palermo-Parma      | 1-3           | 1° mag.       |
| 12 dic.      | 1-0          | Roma-Bari          | 3-2           | 1° mag.       |
| 11 dic.      | 2-1          | Udinese-Fiorentina | 2-5           | 1° mag.       |

| andata (15ª) | andata (15ª) | 15ª giornata        | ritorno (34ª) | ritorno (34ª) |
|              |              |                     |               |               |
| 5 dic.       | 1-3          | Catania-Juventus    | 2-2           | 23 apr.       |
| 5 dic.       | 0-2          | Cesena-Bologna      | 2-0           | 23 apr.       |
| 4 dic.       | 2-2          | Chievo-Roma         | 0-1           | 23 apr.       |
| 5 dic.       | 1-0          | Fiorentina-Cagliari | 2-1           | 23 apr.       |
| 3 dic.       | 3-1          | Lazio-Inter         | 1-2           | 23 apr.       |
| 5 dic.       | 1-3          | Lecce-Genoa         | 2-4           | 23 apr.       |
| 4 dic.       | 3-0          | Milan-Brescia       | 1-0           | 23 apr.       |
| 6 dic.       | 1-0          | Napoli-Palermo      | 1-2           | 23 apr.       |
| 5 dic.       | 2-1          | Parma-Udinese       | 2-0           | 23 apr.       |
| 5 dic.       | 3-0          | Sampdoria-Bari      | 1-0           | 23 apr.       |

| andata (16ª) | andata (16ª) | 16ª giornata       | ritorno (35ª) | ritorno (35ª) |
|              |              |                    |               |               |
| 12 dic.      | 0-3          | Bologna-Milan      | 0-1           | 1° mag.       |
| 12 dic.      | 1-0          | Brescia-Sampdoria  | 3-3           | 1° mag.       |
| 12 dic.      | 3-0          | Cagliari-Catania   | 0-2           | 1° mag.       |
| 11 dic.      | 0-1          | Genoa-Napoli       | 0-1           | 30 apr.       |
| 19 gen.      | 3-2          | Inter-Cesena       | 2-1           | 30 apr.       |
| 12 dic.      | 2-1          | Juventus-Lazio     | 1-0           | 2 mag.        |
| 12 dic.      | 3-2          | Lecce-Chievo       | 0-1           | 1° mag.       |
| 11 dic.      | 3-1          | Palermo-Parma      | 1-3           | 1° mag.       |
| 12 dic.      | 1-0          | Roma-Bari          | 3-2           | 1° mag.       |
| 11 dic.      | 2-1          | Udinese-Fiorentina | 2-5           | 1° mag.       |

| andata (17ª) | andata (17ª) | 17ª giornata     | ritorno (36ª) | ritorno (36ª) |
|              |              |                  |               |               |
| 19 dic.      | 1-1          | Bari-Palermo     | 1-2           | 7 mag.        |
| 19 dic.      | 1-0          | Catania-Brescia  | 2-1           | 8 mag.        |
| 18 dic.      | 1-0          | Cesena-Cagliari  | 2-0           | 8 mag.        |
| 19 dic.      | 1-1          | Chievo-Juventus  | 2-2           | 9 mag.        |
| 16 feb.      | 1-2          | Fiorentina-Inter | 1-3           | 8 mag.        |
| 19 dic.      | 3-2          | Lazio-Udinese    | 1-2           | 8 mag.        |
| 18 dic.      | 0-1          | Milan-Roma       | 0-0           | 7 mag.        |
| 19 dic.      | 1-0          | Napoli-Lecce     | 1-2           | 8 mag.        |
| 19 dic.      | 0-0          | Parma-Bologna    | 0-0           | 8 mag.        |
| 16 feb.      | 0-1          | Sampdoria-Genoa  | 1-2           | 8 mag.        |

| andata (18ª) | andata (18ª) | 18ª giornata       | ritorno (37ª) | ritorno (37ª) |
|              |              |                    |               |               |
| 6 gen.       | 1-1          | Bologna-Fiorentina | 1-1           | 15 mag.       |
| 6 gen.       | 1-2          | Brescia-Cesena     | 0-1           | 15 mag.       |
| 6 gen.       | 0-1          | Cagliari-Milan     | 1-4           | 14 mag.       |
| 6 gen.       | 0-0          | Genoa-Lazio        | 2-4           | 14 mag.       |
| 6 gen.       | 3-1          | Inter-Napoli       | 1-1           | 15 mag.       |
| 6 gen.       | 1-4          | Juventus-Parma     | 0-1           | 15 mag.       |
| 6 gen.       | 0-1          | Lecce-Bari         | 2-0           | 15 mag.       |
| 6 gen.       | 3-0          | Palermo-Sampdoria  | 2-1           | 15 mag.       |
| 6 gen.       | 4-2          | Roma-Catania       | 1-2           | 15 mag.       |
| 6 gen.       | 2-0          | Udinese-Chievo     | 2-0           | 15 mag.       |

| andata (17ª) | andata (17ª) | 17ª giornata     | ritorno (36ª) | ritorno (36ª) |
|              |              |                  |               |               |
| 19 dic.      | 1-1          | Bari-Palermo     | 1-2           | 7 mag.        |
| 19 dic.      | 1-0          | Catania-Brescia  | 2-1           | 8 mag.        |
| 18 dic.      | 1-0          | Cesena-Cagliari  | 2-0           | 8 mag.        |
| 19 dic.      | 1-1          | Chievo-Juventus  | 2-2           | 9 mag.        |
| 16 feb.      | 1-2          | Fiorentina-Inter | 1-3           | 8 mag.        |
| 19 dic.      | 3-2          | Lazio-Udinese    | 1-2           | 8 mag.        |
| 18 dic.      | 0-1          | Milan-Roma       | 0-0           | 7 mag.        |
| 19 dic.      | 1-0          | Napoli-Lecce     | 1-2           | 8 mag.        |
| 19 dic.      | 0-0          | Parma-Bologna    | 0-0           | 8 mag.        |
| 16 feb.      | 0-1          | Sampdoria-Genoa  | 1-2           | 8 mag.        |

| andata (18ª) | andata (18ª) | 18ª giornata       | ritorno (37ª) | ritorno (37ª) |
|              |              |                    |               |               |
| 6 gen.       | 1-1          | Bologna-Fiorentina | 1-1           | 15 mag.       |
| 6 gen.       | 1-2          | Brescia-Cesena     | 0-1           | 15 mag.       |
| 6 gen.       | 0-1          | Cagliari-Milan     | 1-4           | 14 mag.       |
| 6 gen.       | 0-0          | Genoa-Lazio        | 2-4           | 14 mag.       |
| 6 gen.       | 3-1          | Inter-Napoli       | 1-1           | 15 mag.       |
| 6 gen.       | 1-4          | Juventus-Parma     | 0-1           | 15 mag.       |
| 6 gen.       | 0-1          | Lecce-Bari         | 2-0           | 15 mag.       |
| 6 gen.       | 3-0          | Palermo-Sampdoria  | 2-1           | 15 mag.       |
| 6 gen.       | 4-2          | Roma-Catania       | 1-2           | 15 mag.       |
| 6 gen.       | 2-0          | Udinese-Chievo     | 2-0           | 15 mag.       |

| \| andata (19ª) \| andata (19ª) \| 19ª giornata \| ritorno (38ª) \| ritorno (38ª) \| \| \| \| \| \| \| \| 9 gen. \| 0-2 \| Bari-Bologna \| 4-0 \| 22 mag. \| \| 9 gen. \| 1-2 \| Catania-Inter \| 1-3 \| 22 mag. \| \| 9 gen. \| 0-0 \| Cesena-Genoa \| 2-3 \| 22 mag. \| \| 9 gen. \| 0-0 \| Chievo-Palermo \| 3-1 \| 22 mag. \| \| 9 gen. \| 3-2 \| Fiorentina-Brescia \| 2-2 \| 22 mag. \| \| 9 gen. \| 1-2 \| Lazio-Lecce \| 4-2 \| 22 mag. \| \| 9 gen. \| 4-4 \| Milan-Udinese \| 0-0 \| 22 mag. \| \| 9 gen. \| 3-0 \| Napoli-Juventus \| 2-2 \| 22 mag. \| \| 9 gen. \| 1-2 \| Parma-Cagliari \| 1-1 \| 22 mag. \| \| 9 gen. \| 2-1 \| Sampdoria-Roma \| 1-3 \| 22 mag. \| |              |                    |               |               |
| andata (19ª) | andata (19ª) | 19ª giornata       | ritorno (38ª) | ritorno (38ª) |
| |              |                    |               |               |
| 9 gen. | 0-2          | Bari-Bologna       | 4-0           | 22 mag.       |
| 9 gen. | 1-2          | Catania-Inter      | 1-3           | 22 mag.       |
| 9 gen. | 0-0          | Cesena-Genoa       | 2-3           | 22 mag.       |
| 9 gen. | 0-0          | Chievo-Palermo     | 3-1           | 22 mag.       |
| 9 gen. | 3-2          | Fiorentina-Brescia | 2-2           | 22 mag.       |
| 9 gen. | 1-2          | Lazio-Lecce        | 4-2           | 22 mag.       |
| 9 gen. | 4-4          | Milan-Udinese      | 0-0           | 22 mag.       |
| 9 gen. | 3-0          | Napoli-Juventus    | 2-2           | 22 mag.       |
| 9 gen. | 1-2          | Parma-Cagliari     | 1-1           | 22 mag.       |
| 9 gen. | 2-1          | Sampdoria-Roma     | 1-3           | 22 mag.       |

| andata (19ª) | andata (19ª) | 19ª giornata       | ritorno (38ª) | ritorno (38ª) |
|              |              |                    |               |               |
| 9 gen.       | 0-2          | Bari-Bologna       | 4-0           | 22 mag.       |
| 9 gen.       | 1-2          | Catania-Inter      | 1-3           | 22 mag.       |
| 9 gen.       | 0-0          | Cesena-Genoa       | 2-3           | 22 mag.       |
| 9 gen.       | 0-0          | Chievo-Palermo     | 3-1           | 22 mag.       |
| 9 gen.       | 3-2          | Fiorentina-Brescia | 2-2           | 22 mag.       |
| 9 gen.       | 1-2          | Lazio-Lecce        | 4-2           | 22 mag.       |
| 9 gen.       | 4-4          | Milan-Udinese      | 0-0           | 22 mag.       |
| 9 gen.       | 3-0          | Napoli-Juventus    | 2-2           | 22 mag.       |
| 9 gen.       | 1-2          | Parma-Cagliari     | 1-1           | 22 mag.       |
| 9 gen.       | 2-1          | Sampdoria-Roma     | 1-3           | 22 mag.       |

## Statistiche

### Squadre

#### Capoliste solitarie
|    | ——  | —— | ——  | —— | ——    | ——    | ——    | ——    | ——    | ——    | ——    | ——    | ——    | ——    | ——    | ——    | ——    | ——    | ——    | ——    | ——    | ——    | ——    | ——    | ——    | ——    | ——    | ——    | ——    | ——    | ——    | ——    | ——    | ——    | ——    | ——    | ——    | —— |  |
|    | Chi |    | Int |    | Lazio | Lazio | Lazio | Lazio | Lazio | Milan | Milan | Milan | Milan | Milan | Milan | Milan | Milan | Milan | Milan | Milan | Milan | Milan | Milan | Milan | Milan | Milan | Milan | Milan | Milan | Milan | Milan | Milan | Milan | Milan | Milan | Milan | Milan |    |  |
|    |     |    |     |    |       |       |       |       |       |       |       |       |       |       |       |       |       |       |       |       |       |       |       |       |       |       |       |       |       |       |       |       |       |       |       |       |       |    |  |
|    |     |    |     |    |       |       |       |       |       |       |       |       |       |       |       |       |       |       |       |       |       |       |       |       |       |       |       |       |       |       |       |       |       |       |       |       |       |    |  |
| 1ª | 2ª  | 3ª | 4ª  | 5ª | 6ª    | 7ª    | 8ª    | 9ª    | 10ª   | 11ª   | 12ª   | 13ª   | 14ª   | 15ª   | 16ª   | 17ª   | 18ª   | 19ª   | 20ª   | 21ª   | 22ª   | 23ª   | 24ª   | 25ª   | 26ª   | 27ª   | 28ª   | 29ª   | 30ª   | 31ª   | 32ª   | 33ª   | 34ª   | 35ª   | 36ª   | 37ª   | 38ª   |    |  |

#### Classifica in divenire
|            | 1ª | 2ª | 3ª | 4ª | 5ª | 6ª | 7ª | 8ª | 9ª | 10ª | 11ª | 12ª | 13ª | 14ª | 15ª | 16ª | 17ª | 18ª | 19ª | 20ª | 21ª | 22ª | 23ª | 24ª | 25ª | 26ª | 27ª | 28ª | 29ª | 30ª | 31ª | 32ª | 33ª | 34ª | 35ª | 36ª | 37ª | 38ª |
|            |    |    |    |    |    |    |    |    |    |     |     |     |     |     |     |     |     |     |     |     |     |     |     |     |     |     |     |     |     |     |     |     |     |     |     |     |     |     |
| ---------- | -- | -- | -- | -- | -- | -- | -- | -- | -- | --- | --- | --- | --- | --- | --- | --- | --- | --- | --- | --- | --- | --- | --- | --- | --- | --- | --- | --- | --- | --- | --- | --- | --- | --- | --- | --- | --- | --- |
| Bari       | 3  | 4  | 5  | 5  | 8  | 8  | 8  | 8  | 8  | 8   | 9   | 9   | 9   | 10  | 10  | 10  | 11  | 14  | 14  | 14  | 14  | 14  | 14  | 14  | 15  | 15  | 16  | 16  | 17  | 17  | 20  | 21  | 21  | 21  | 21  | 21  | 21  | 24  |
| Bologna    | -2 | -2 | -1 | 2  | 3  | 4  | 4  | 5  | 5  | 8   | 8   | 11  | 11  | 14  | 17  | 17  | 18  | 19  | 22  | 22  | 25  | 25  | 26  | 29  | 29  | 32  | 35  | 36  | 39  | 40  | 40  | 40  | 40  | 40  | 40  | 41  | 42  | 42  |
| Brescia    | 0  | 3  | 6  | 9  | 9  | 9  | 9  | 9  | 9  | 10  | 11  | 11  | 11  | 12  | 12  | 15  | 15  | 15  | 15  | 18  | 18  | 18  | 19  | 22  | 22  | 23  | 24  | 25  | 26  | 26  | 29  | 30  | 30  | 30  | 31  | 31  | 31  | 32  |
| Cagliari   | 1  | 4  | 5  | 6  | 6  | 7  | 7  | 7  | 10 | 11  | 11  | 11  | 14  | 17  | 17  | 20  | 20  | 20  | 23  | 26  | 26  | 29  | 32  | 32  | 35  | 35  | 38  | 39  | 39  | 39  | 42  | 43  | 44  | 44  | 44  | 44  | 44  | 45  |
| Catania    | 0  | 3  | 4  | 7  | 8  | 8  | 9  | 9  | 10 | 11  | 14  | 14  | 17  | 18  | 18  | 18  | 21  | 21  | 21  | 22  | 22  | 22  | 23  | 23  | 26  | 26  | 29  | 29  | 32  | 32  | 35  | 36  | 36  | 37  | 40  | 43  | 46  | 46  |
| Cesena     | 1  | 4  | 7  | 7  | 7  | 7  | 8  | 8  | 8  | 8   | 11  | 11  | 11  | 12  | 12  | 12  | 15  | 18  | 19  | 19  | 19  | 20  | 21  | 21  | 21  | 22  | 25  | 28  | 29  | 29  | 30  | 31  | 34  | 37  | 37  | 40  | 43  | 43  |
| Chievo     | 3  | 6  | 6  | 9  | 9  | 10 | 10 | 13 | 14 | 14  | 15  | 16  | 19  | 19  | 20  | 20  | 21  | 21  | 22  | 23  | 24  | 27  | 30  | 31  | 31  | 31  | 31  | 32  | 32  | 35  | 36  | 36  | 39  | 39  | 42  | 43  | 43  | 46  |
| Fiorentina | 1  | 1  | 1  | 2  | 5  | 5  | 5  | 8  | 9  | 12  | 12  | 15  | 15  | 16  | 19  | 19  | 19  | 20  | 23  | 24  | 25  | 25  | 28  | 29  | 32  | 33  | 34  | 37  | 40  | 41  | 42  | 42  | 43  | 46  | 49  | 49  | 50  | 51  |
| Genoa      | 3  | 3  | 4  | 5  | 5  | 8  | 8  | 11 | 11 | 11  | 14  | 17  | 17  | 18  | 21  | 21  | 24  | 25  | 26  | 26  | 27  | 30  | 30  | 31  | 32  | 35  | 35  | 35  | 38  | 39  | 39  | 39  | 42  | 45  | 45  | 48  | 48  | 51  |
| Inter      | 1  | 4  | 7  | 10 | 10 | 11 | 14 | 15 | 18 | 19  | 20  | 20  | 20  | 23  | 23  | 26  | 29  | 32  | 35  | 38  | 38  | 41  | 44  | 47  | 47  | 50  | 53  | 56  | 57  | 60  | 60  | 63  | 63  | 66  | 69  | 72  | 73  | 76  |
| Juventus   | 0  | 1  | 4  | 4  | 7  | 8  | 11 | 12 | 15 | 18  | 19  | 20  | 23  | 24  | 27  | 30  | 31  | 31  | 31  | 34  | 35  | 35  | 35  | 38  | 41  | 41  | 41  | 41  | 42  | 45  | 48  | 51  | 52  | 53  | 56  | 57  | 57  | 58  |
| Lazio      | 0  | 3  | 6  | 7  | 10 | 13 | 16 | 19 | 22 | 22  | 22  | 25  | 26  | 27  | 30  | 30  | 33  | 34  | 34  | 37  | 37  | 40  | 41  | 42  | 45  | 48  | 48  | 51  | 51  | 54  | 54  | 57  | 60  | 60  | 60  | 60  | 63  | 66  |
| Lecce      | 0  | 3  | 3  | 4  | 5  | 8  | 8  | 11 | 11 | 11  | 12  | 12  | 12  | 12  | 12  | 15  | 15  | 15  | 18  | 19  | 20  | 21  | 24  | 24  | 24  | 27  | 28  | 28  | 28  | 28  | 31  | 34  | 35  | 35  | 35  | 38  | 41  | 41  |
| Milan      | 3  | 3  | 4  | 5  | 8  | 11 | 14 | 17 | 17 | 20  | 23  | 26  | 29  | 30  | 33  | 36  | 36  | 39  | 40  | 41  | 44  | 47  | 48  | 49  | 52  | 55  | 58  | 61  | 62  | 62  | 65  | 68  | 71  | 74  | 77  | 78  | 81  | 82  |
| Napoli     | 1  | 2  | 5  | 5  | 8  | 11 | 12 | 12 | 15 | 18  | 21  | 21  | 24  | 24  | 27  | 30  | 33  | 33  | 36  | 37  | 40  | 43  | 43  | 46  | 49  | 52  | 52  | 53  | 56  | 59  | 62  | 65  | 65  | 65  | 68  | 68  | 69  | 70  |
| Palermo    | 1  | 1  | 1  | 4  | 5  | 8  | 11 | 11 | 11 | 14  | 14  | 17  | 20  | 23  | 23  | 26  | 27  | 30  | 31  | 31  | 34  | 34  | 37  | 40  | 40  | 40  | 40  | 40  | 40  | 43  | 43  | 44  | 47  | 50  | 50  | 53  | 56  | 56  |
| Parma      | 3  | 3  | 4  | 5  | 5  | 5  | 6  | 7  | 8  | 8   | 11  | 14  | 15  | 15  | 18  | 18  | 19  | 22  | 22  | 22  | 25  | 25  | 25  | 26  | 26  | 27  | 28  | 29  | 29  | 32  | 32  | 32  | 35  | 38  | 41  | 42  | 45  | 46  |
| Roma       | 1  | 1  | 2  | 2  | 5  | 5  | 8  | 9  | 12 | 15  | 18  | 19  | 22  | 22  | 23  | 26  | 29  | 32  | 32  | 35  | 38  | 41  | 42  | 42  | 42  | 42  | 43  | 46  | 49  | 50  | 50  | 53  | 53  | 56  | 59  | 60  | 60  | 63  |
| Sampdoria  | 3  | 4  | 4  | 5  | 6  | 7  | 10 | 11 | 14 | 15  | 15  | 16  | 19  | 20  | 23  | 23  | 23  | 23  | 26  | 26  | 27  | 27  | 27  | 27  | 30  | 31  | 31  | 31  | 31  | 31  | 32  | 32  | 32  | 35  | 36  | 36  | 36  | 36  |
| Udinese    | 0  | 0  | 0  | 0  | 1  | 4  | 7  | 10 | 13 | 14  | 14  | 17  | 17  | 20  | 20  | 23  | 23  | 26  | 27  | 30  | 33  | 36  | 37  | 40  | 43  | 44  | 47  | 50  | 53  | 56  | 56  | 56  | 59  | 59  | 59  | 62  | 65  | 66  |

#### Classifiche di rendimento

##### Rendimento andata-ritorno
| Andata     | Andata | Ritorno    | Ritorno |
|            |        |            |         |
| Milan      | 40     | Milan      | 42      |
| Napoli     | 36     | Inter      | 41      |
| Inter      | 35     | Udinese    | 39      |
| Lazio      | 34     | Napoli     | 34      |
| Roma       | 32     | Lazio      | 32      |
| Palermo    | 31     | Roma       | 31      |
| Juventus   | 31     | Fiorentina | 28      |
| Udinese    | 27     | Juventus   | 27      |
| Sampdoria  | 26     | Catania    | 25      |
| Genoa      | 26     | Genoa      | 25      |
| Bologna    | 25     | Palermo    | 25      |
| Cagliari   | 23     | Cesena     | 24      |
| Fiorentina | 23     | Chievo     | 24      |
| Chievo     | 22     | Parma      | 24      |
| Parma      | 22     | Lecce      | 23      |
| Catania    | 21     | Cagliari   | 22      |
| Cesena     | 19     | Bologna    | 20      |
| Lecce      | 18     | Brescia    | 17      |
| Brescia    | 15     | Bari       | 10      |
| Bari       | 14     | Sampdoria  | 10      |

##### Rendimento casa-trasferta
| Casa       | Casa | Trasferta  | Trasferta |
|            |      |            |           |
| Inter      | 48   | Milan      | 39        |
| Milan      | 43   | Napoli     | 30        |
| Lazio      | 42   | Udinese    | 29        |
| Napoli     | 40   | Inter      | 28        |
| Roma       | 38   | Juventus   | 28        |
| Catania    | 37   | Roma       | 25        |
| Udinese    | 37   | Lazio      | 24        |
| Palermo    | 36   | Chievo     | 20        |
| Fiorentina | 33   | Palermo    | 20        |
| Genoa      | 33   | Cagliari   | 18        |
| Juventus   | 30   | Fiorentina | 18        |
| Bologna    | 28   | Genoa      | 18        |
| Parma      | 28   | Parma      | 18        |
| Cagliari   | 27   | Bologna    | 17        |
| Cesena     | 26   | Cesena     | 17        |
| Chievo     | 26   | Lecce      | 15        |
| Lecce      | 26   | Sampdoria  | 15        |
| Brescia    | 23   | Bari       | 12        |
| Sampdoria  | 21   | Brescia    | 9         |
| Bari       | 12   | Catania    | 9         |

#### Primati stagionali
- Maggior numero di partite vinte: Milan (24)
- Minor numero di partite perse: Milan (4)
- Massimo dei pareggi: Fiorentina (15)
- Minor numero di partite vinte: Bari (5)
- Maggior numero di partite perse: Bari (24)
- Minimo dei pareggi: Palermo (5)
- Massimo delle reti segnate: Inter (69)
- Minimo delle reti subite: Milan (24)
- Miglior differenza reti: Milan (41)
- Minimo delle reti segnate: Bari (27)
- Massimo delle reti subite: Lecce (66 gol subiti)
- Peggior differenza reti: Bari (-29)
- Partita con più reti: Milan - Udinese 4-4, Inter - Roma 5-3 (8)
- Partita con maggiore scarto di reti: Palermo - Udinese 0-7 (7)
- Maggior numero di reti in una giornata: 38 (2ª giornata)
- Minor numero di reti in una giornata: 13 (9ª giornata)
- Miglior serie positiva: Juventus (13 risultati utili consecutivi, dalla 5ª alla 17ª giornata), Udinese (13 risultati utili consecutivi, dalla 18ª alla 30ª giornata)
- Peggior serie negativa: Bari (6 sconfitte consecutive, dalla 19ª alla 24ª giornata)

### Individuali

#### Classifica marcatori
Aggiornata al 22 maggio 2011
| Gol | Rigori |  | Giocatore            | Squadra                    |
| --- | ------ |  | -------------------- | -------------------------- |
| 28  | 5      |  | Antonio Di Natale    | Udinese                    |
| 26  | 5      |  | Edinson Cavani       | Napoli                     |
| 21  | 5      |  | Samuel Eto'o         | Inter                      |
| 20  | 1      |  | Alessandro Matri     | Cagliari (11) Juventus (9) |
| 19  | 1      |  | Marco Di Vaio        | Bologna                    |
| 17  | 2      |  | Giampaolo Pazzini    | Sampdoria (6) Inter (11)   |
| 15  | 8      |  | Francesco Totti      | Roma                       |
| 14  |        |  | Alexandre Pato       | Milan                      |
| 14  |        |  | Robinho              | Milan                      |
| 14  | 3      |  | Zlatan Ibrahimović   | Milan                      |
| 13  |        |  | Antonio Floro Flores | Udinese (3) Genoa (10)     |
| 12  |        |  | Alberto Gilardino    | Fiorentina                 |
| 12  |        |  | Alexis Sánchez       | Udinese                    |
| 12  | 4      |  | Andrea Caracciolo    | Brescia                    |

### Media spettatori
Media spettatori della Serie A 2010-11: 24 901.
| Club       | Pos. | Media  | Max.   | Totale    | Abbonamenti |
| ---------- | ---- | ------ | ------ | --------- | ----------- |
| Inter      | 1    | 59 697 | 80 018 | 1 134 239 | 42 315      |
| Milan      | 2    | 53 916 | 80 018 | 1 024 409 | 29 413      |
| Napoli     | 3    | 45 608 | 58 666 | 866 549   | 11 820      |
| Roma       | 4    | 33 952 | 58 083 | 645 095   | 18 617      |
| Lazio      | 5    | 29 122 | 52 121 | 553 116   | 12 877      |
| Palermo    | 6    | 24 812 | 29 597 | 471 432   | 16 906      |
| Fiorentina | 7    | 23 608 | 34 483 | 448 548   | 16 077      |
| Genoa      | 8    | 23 446 | 29 465 | 445 861   | 19 358      |
| Sampdoria  | 9    | 23 330 | 31 500 | 443 274   | 18 543      |
| Juventus   | 10   | 21 966 | 24 908 | 417 357   | 14 290      |
| Bologna    | 11   | 19 810 | 33 092 | 376 392   | 10 823      |
| Bari       | 12   | 19 752 | 45 162 | 375 283   | 14 057      |
| Udinese    | 13   | 17 554 | 29 644 | 333 521   | 11 122      |
| Cesena     | 14   | 16 469 | 22 139 | 312 912   | 10 924      |
| Parma      | 15   | 14 524 | 19 615 | 275 951   | 10 578      |
| Catania    | 16   | 13 731 | 19 136 | 260 889   | 9 283       |
| Chievo     | 17   | 12 676 | 29 404 | 240 847   | NR          |
| Lecce      | 18   | 10 729 | 20 386 | 203 860   | 4 059       |
| Brescia    | 19   | 8 403  | 22 123 | 159 650   | NR          |
| Cagliari   | 20   | NR     | NR     | NR        | NR          |